# Olbia
Olbia (AFI: [ˈɔlbja] ; in sardo Terranoa /terraˈnoa̩/; Tarranoa in gallurese, /tarraˈnɔːa̩/) è un comune italiano di 61 726 abitanti, capoluogo, insieme a Tempio Pausania, della provincia della Gallura Nord-Est Sardegna, in Sardegna.
È stata l'antica capitale del Giudicato di Gallura e la prima sede vescovile della Gallura (diocesi di Civita-Ampurias sino al 1839). La città, una delle principali della Sardegna, è una realtà industriale e commerciale, il suo porto costituisce uno dei principali punti di collegamento con la penisola italiana.

## Geografia fisica

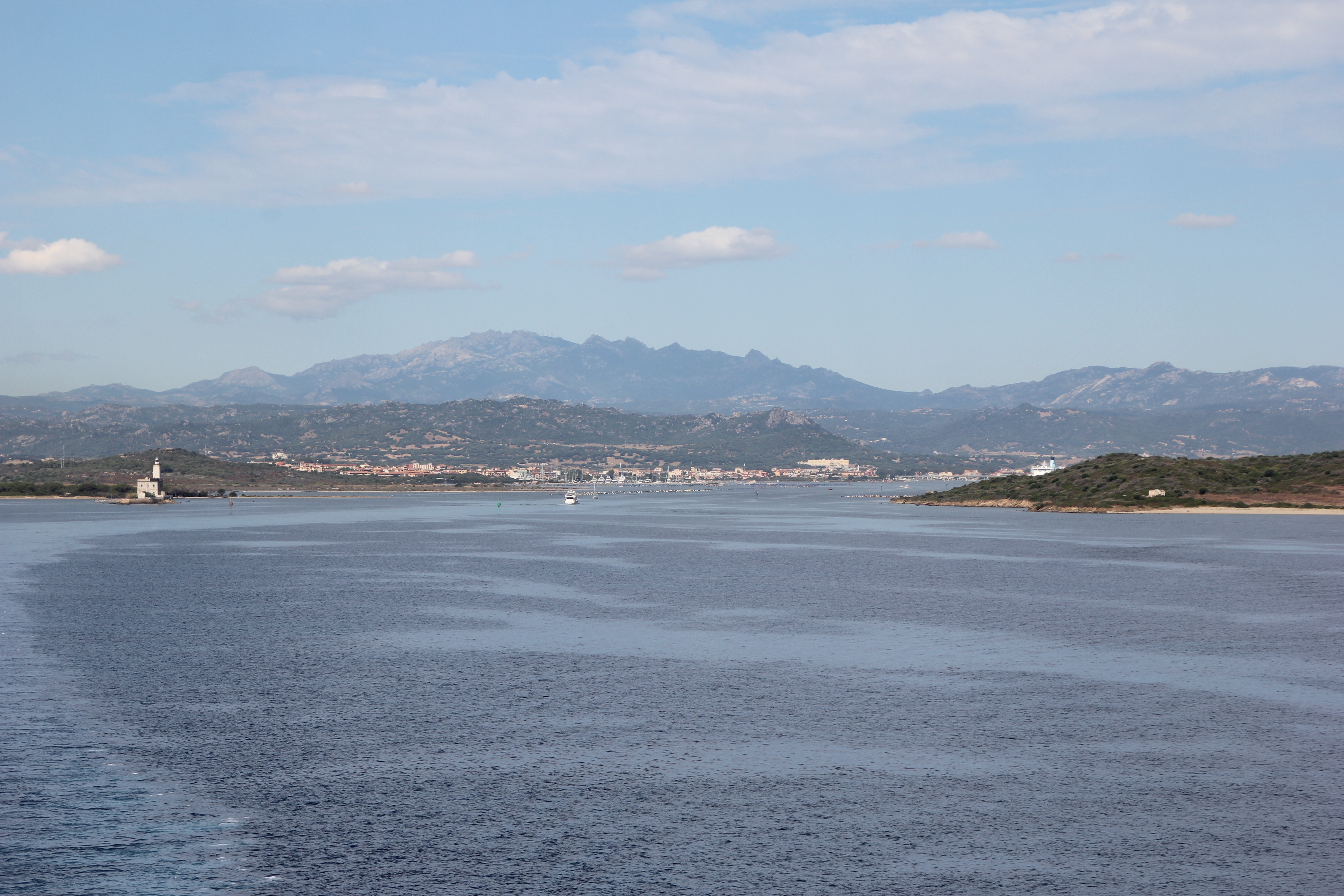
Golfo di Olbia

### Territorio
La città di Olbia si affaccia sull'omonimo golfo e si estende nella pianura circostante (che prende anch'essa il nome dalla città), delimitata da una catena montuosa. Il territorio comunale, con una superficie di 383,64 km², si pone al 23º posto tra i comuni italiani per estensione.

### Clima
La città è caratterizzata da un clima mediterraneo con inverni miti e umidi ed estati calde e secche. Le precipitazioni si concentrano soprattutto nei mesi invernali e autunnali.
Il 18 novembre 2013 è stata oggetto di una violenta alluvione, dovuta al passaggio del ciclone Cleopatra, che ha causato la morte di 9 persone. Il ciclone ha colpito altre zone della Gallura orientale e della Baronia, causando in tutto 19 vittime.
| Olbia               | Mesi | Mesi | Mesi | Mesi | Mesi | Mesi | Mesi | Mesi | Mesi | Mesi | Mesi | Mesi | Stagioni | Stagioni | Stagioni | Stagioni | Anno |
| Olbia               | Gen  | Feb  | Mar  | Apr  | Mag  | Giu  | Lug  | Ago  | Set  | Ott  | Nov  | Dic  | Inv      | Pri      | Est      | Aut      | Anno |
| ------------------- | ---- | ---- | ---- | ---- | ---- | ---- | ---- | ---- | ---- | ---- | ---- | ---- | -------- | -------- | -------- | -------- | ---- |
| T. max. media (°C)  | 14   | 15   | 16   | 18   | 22   | 26   | 29   | 30   | 26   | 22   | 17   | 15   | 14,7     | 18,7     | 28,3     | 21,7     | 20,8 |
| T. min. media (°C)  | 6    | 7    | 7    | 9    | 12   | 16   | 19   | 19   | 17   | 13   | 9    | 7    | 6,7      | 9,3      | 18       | 13       | 11,8 |
| Precipitazioni (mm) | 55   | 65   | 58   | 48   | 31   | 21   | 5    | 18   | 30   | 71   | 66   | 90   | 210      | 137      | 44       | 167      | 558  |

## Origini del nome
Olbia, secondo la tradizione tramandata da Diodoro Siculo, Pausania il Periegeta e Strabone, sarebbe stata fondata dagli antichi Greci.
L'origine del suo nome, Olbia, deriverebbe proprio dal greco ὄλβιος (ólbios), ossia "felice", "fortunato", "prospero". In antichità esistevano altre due città di nome Olbia,  fondate dai Greci. Una si trovava sulle coste del Mar Nero (Olbia Pontica), l'altra nell'odierna Provenza (Olbia).

## Storia

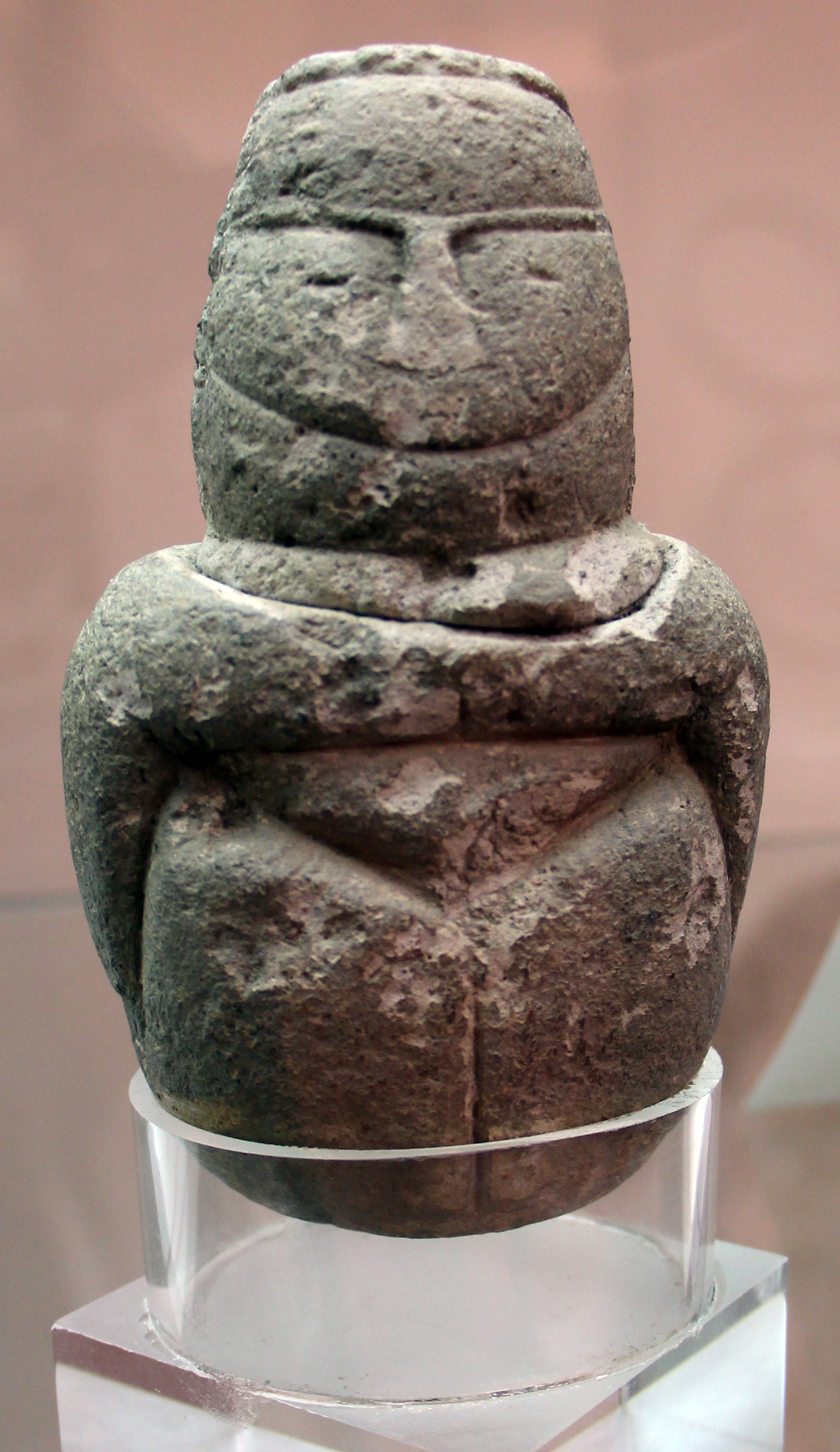
Neolitico, cultura di Bonu Ighinu, statuetta della Dea Madre, 4000-3500 a.C.

### Periodo prenuragico e nuragico
Frammenti di ceramica ritrovati a Porto Rotondo ed una caratteristica statuetta femminile rappresentante la Dea Madre trovata a Santa Mariedda, fanno risalire al neolitico medio (4000-3500 a.C.) le prime testimonianze dell'uomo in territorio olbiese. Successivamente, durante il periodo eneolitico, con ocra rossa furono raffigurate nelle pareti della grotta del Papa – sull'isola di Tavolara – figure umane schematizzate, risalenti al 2700 - 2500 a.C., mentre risale all'età del bronzo antico (1800 - 1600 a.C.) la tomba dei giganti di Su Mont'e s'Abe.

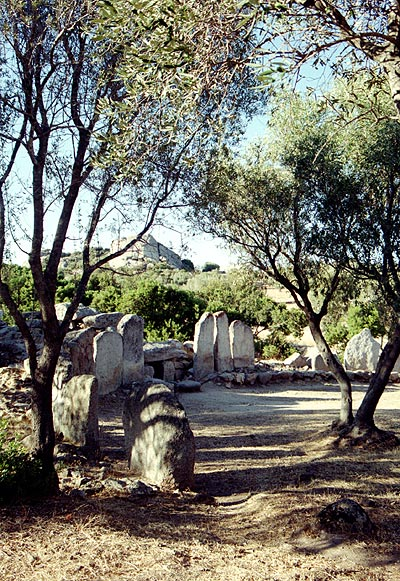
Tomba dei giganti di Su Mont'e s'Abe

A partire dalla media età del bronzo, in concomitanza della diffusione in tutta l'Isola della civiltà nuragica, anche nel territorio di Olbia si riscontrano insediamenti nuragici, man mano sempre più numerosi: sono più di 50 quelli attualmente conosciuti e vanno dai nuraghi monotorre, ai villaggi di capanne, ai pozzi sacri, alle sepolture megalitiche; tra questi i monumenti più importanti sono: il nuraghe Riu Mulinu a Cabu Abbas; il nuraghe Putzolu, nella omonima località, detto anche lu Naracu; il villaggio nuragico Belveghile, sul prolungamento della sopraelevata nord in direzione Arzachena; il nuraghe Mannazzu o Mannacciu, sulla statale 127 in località Maltana; il nuraghe Siana o Zucchitta, nelle vicinanze della stazione di Enas; il nuraghe Sa prescione 'e Siana, su una altura che domina la piana di Olbia, vi si accede dalla strada vicinale di Aratena; il pozzo sacro di Sa Testa, risalente al periodo compreso tra il 1200 e il 950 a.C., sulla strada per Pittulongu, la tomba di giganti di Su Monte 'e s'Abe, sepoltura megalitica collettiva ad allée couverte, edificata nell'antica età del bronzo (1800 a.C.) ma rimaneggiata in periodo nuragico, mancante della stele centrale, lungo la strada per Loiri.
Visti il grande numero di ritrovamenti, lo studioso Massimo Pittau ha ipotizzato un'origine nuragica della città.

### Periodo fenicio, greco e punico

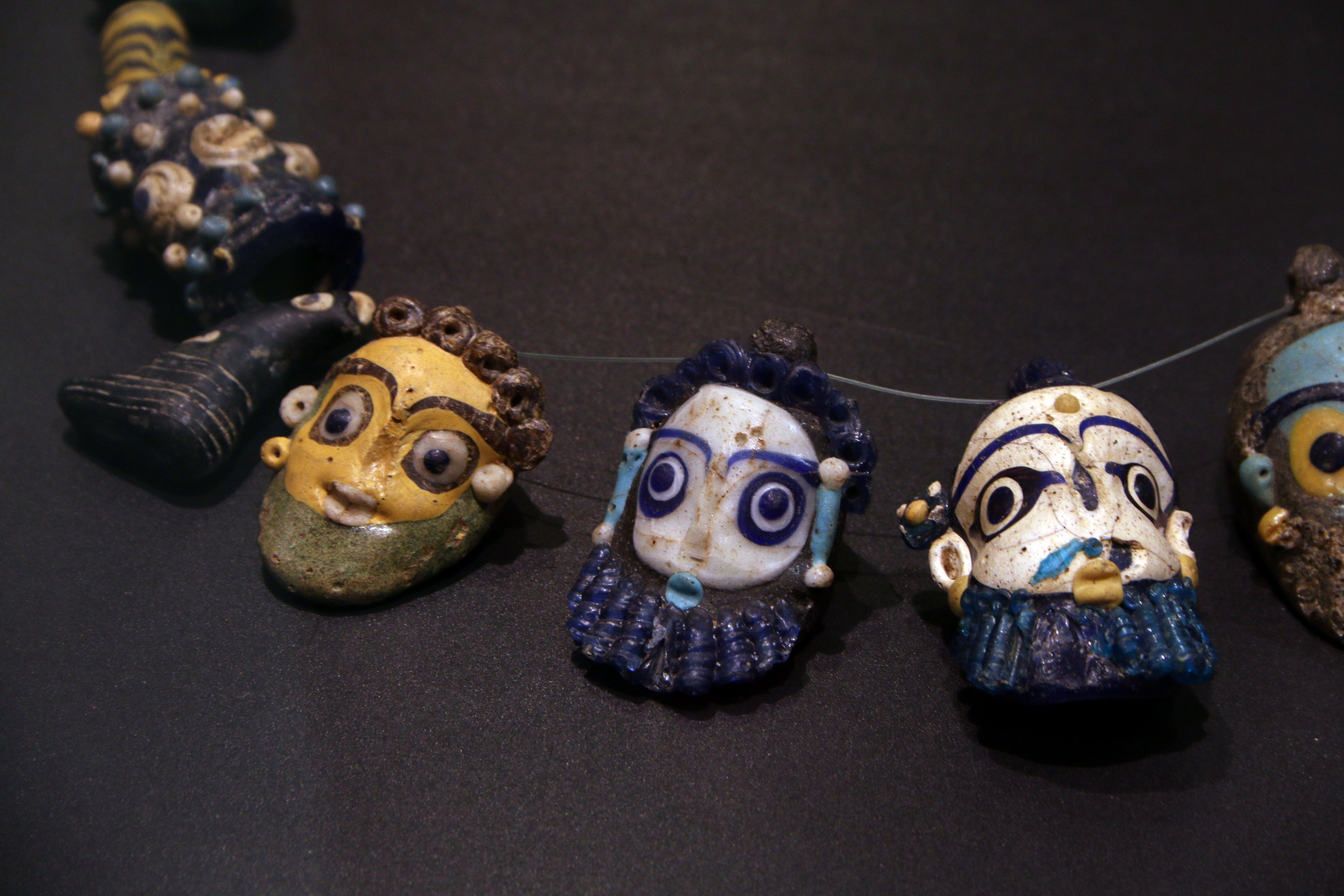
Olbia, collana punica in pasta vitrea, IV secolo a.C. (Museo archeologico nazionale di Cagliari).

Il sito fu frequentato dai fenici e poi nel VII secolo a.C., per un breve periodo, dai greci di Focea, secondo la tradizione greca citata da Diodoro, Strabone e Pausania e i nuovi dati emersi dagli scavi archeologici. Successivamente si hanno le prime tracce dell'insediamento urbano punico, databile tra il V e il IV secolo a.C.. I cartaginesi la cinsero di mura e di torri, edificando nella parte più alta un'acropoli con un tempio dedicato a Melqart. La città punica occupava un'area ora compresa tra via Asproni e piazza Matteotti e parte delle antiche mura sono ancora visibili in via Torino. Negli scavi archeologici effettuati nell'aprile del 2007 è emerso parte dell'abitato punico nella centralissima via Regina Elena. Nel mese di luglio 2001, in via Nanni, era stato riportato alla luce parte del vecchio insediamento di epoca punico-romana, utilizzato dal IV al I secolo a.C.
In quel periodo poi, nel 535 a.C., nelle acque comprese tra il golfo e la Corsica, una flotta di sessanta navi focee della colonia di Alalia si scontrarono con una flotta di navi etrusche e puniche, coalizzatesi per sbarrare la strada alla penetrazione greca nel mar Tirreno. Il violento scontro, conosciuto come la battaglia del Mare Sardo (o battaglia di Alalia), è ritenuto da molti la prima grande battaglia navale nei mari dell'occidente. Tra i monumenti di questo periodo si possono ricordare i resti delle mura puniche in via Torino ed in via Acquedotto, queste ultime visibili attraverso due piramidi di vetro nella piazzetta di un complesso residenziale e i resti di un isolato punico in via Nanni e dell'acquedotto romano (I secolo).

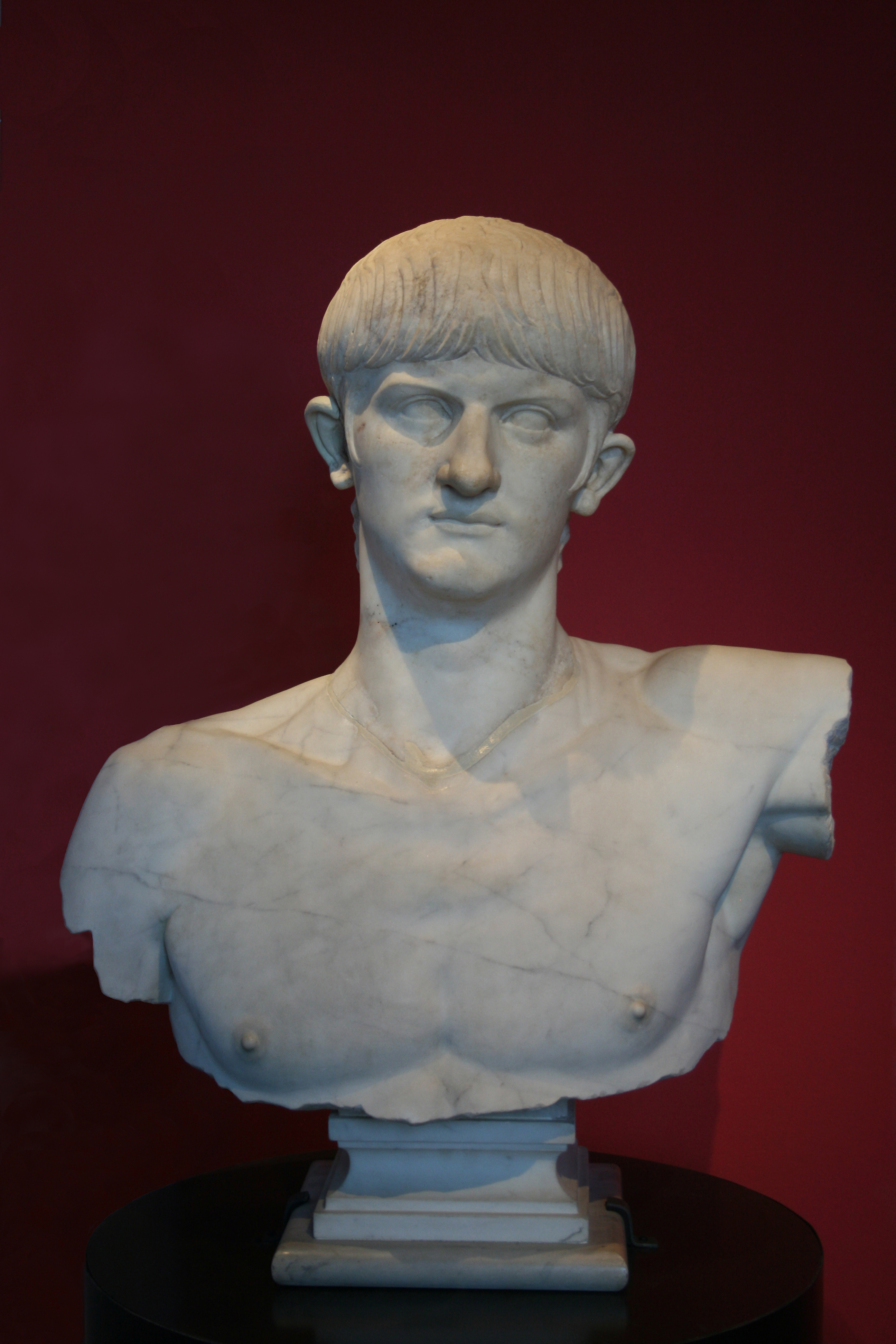
Busto di Nerone del 54/55-59 d.C. rinvenuto ad Olbia, conservato al museo archeologico nazionale di Cagliari.

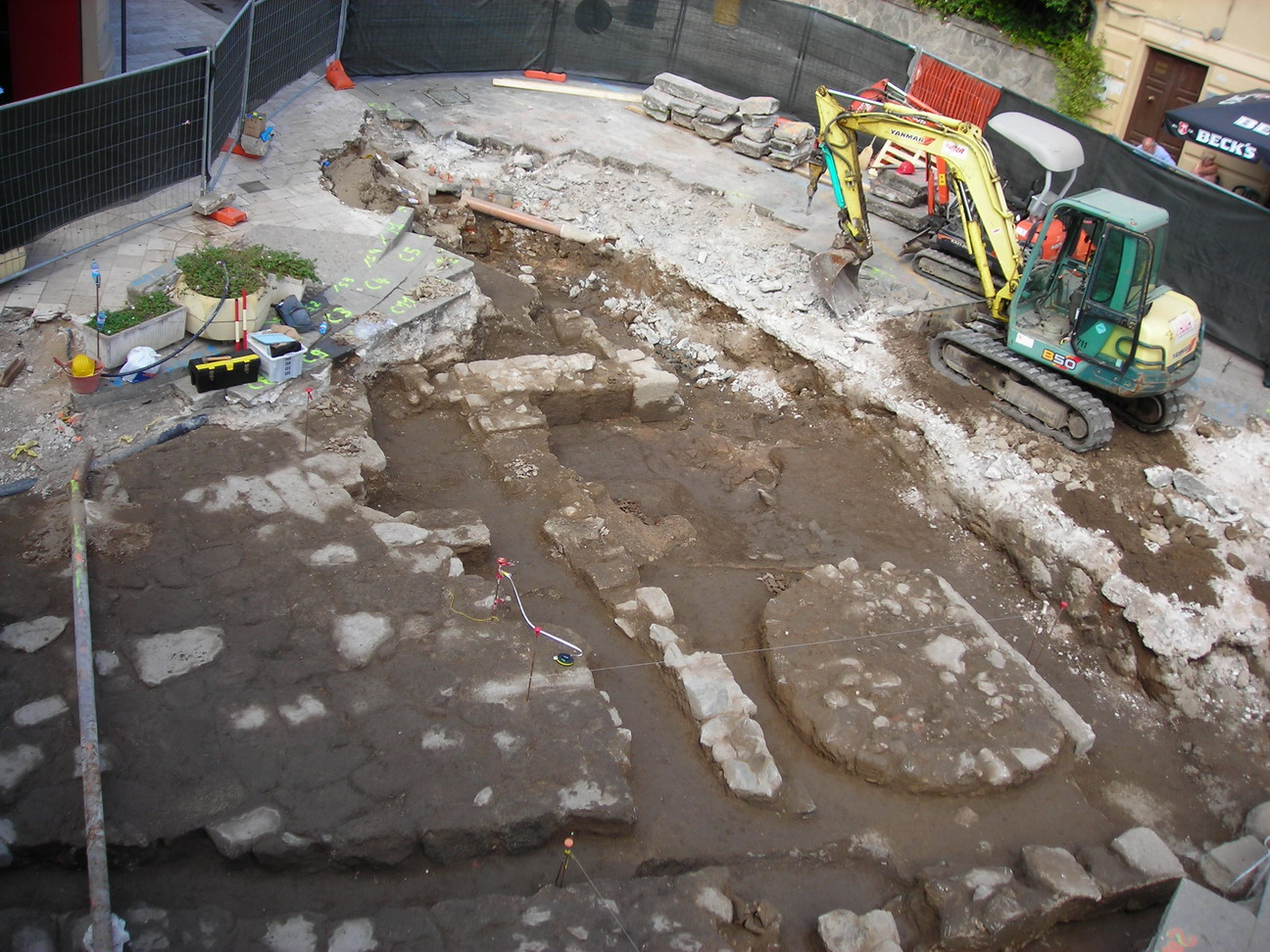
Scavi archeologici del foro romano nel centro storico di Olbia

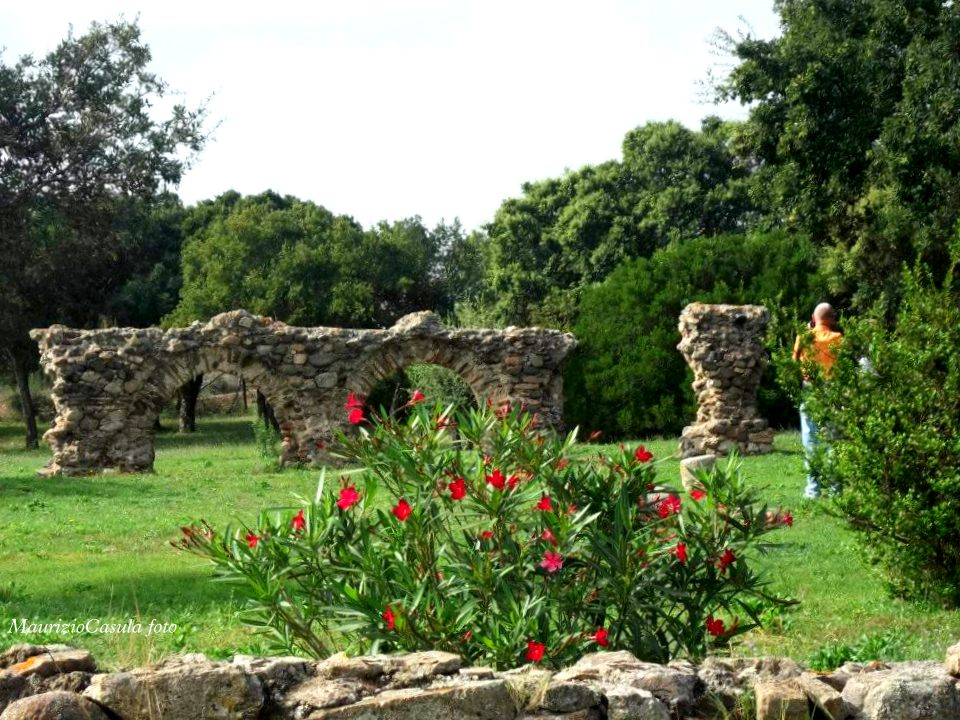
Resti dell'acquedotto romano di Olbia

### Periodo romano
Quando i romani occuparono la Sardegna nel 238 a.C., la città non divenne solamente un centro commerciale, ma anche un'importante base navale militare. Fu collegata con il resto dell'Isola da tre importanti arterie stradali utilizzate dalle legioni ma anche per il trasporto di ogni mercanzia. Riorganizzata sull'impianto punico, la città divenne il più importante centro della costa orientale sarda e dal suo porto (il più vicino alla Penisola), partivano le navi cariche di materie prime verso la capitale. La città, il più importante avamposto romano della Gallura, fu minacciata nei primi anni della conquista romana dalle incursioni dei cosiddetti Corsi della Gallura e dai Balari del Monteacuto. L'Olbia romana (talvolta trascritta sui miliari nella forma "Olvia" o "Olbi") stimava una popolazione di oltre 5 000 abitanti ed era dotata di un foro, di strade lastricate, di terme pubbliche ed acquedotto (proveniente dal monte Cabu Abbas, dal latino caput aquarum). Vi risiedeva, inoltre, e possedeva vasti latifondi e una fabbrica di laterizi (riportanti il bollo Actes Aug[usti] l[iberta]), la liberta di Nerone, Atte, esiliatavi dopo il matrimonio dell'imperatore con Poppea.
Al 304 d.C., sotto il regno dell'imperatore Diocleziano vi è attestato il martirio di san Simplicio, trafitto da una lancia e morto dopo tre giorni di agonia insieme ai suoi tre compagni Rosola, Diocleziano e Fiorenzo, e poi sepolto nella necropoli romana fuori dalle mura. In tale necropoli, durante gli scavi effettuati nel 1904, fu scoperto un tesoro contenente 871 monete d'oro di diverso taglio e portanti il marchio di 117 diverse famiglie romane. Da segnalare i ritrovamenti avvenuti nel 1999 nell'area del porto vecchio durante i lavori per la costruzione di un tunnel. In quell'occasione ritornarono alla luce 24 relitti di navi romane e medievali; furono i Vandali ad affondare alcuni dei relitti portando alla distruzione dell'abitato ed al crollo della città antica che comunque continuò a sopravvivere. Tra le vestigia del periodo romano sono importanti i resti dell'acquedotto in località Tilibbas, edificato tra il I e il II secolo per trasportare, su un percorso di 7 km circa, l'acqua delle sorgenti sulla montagna di Cabu Abbas alle terme della città antica; i resti della villa rurale romana di s'Imbalconadu, risalente al 150 a.C. circa nell'età repubblicana, lungo la strada per Loiri dopo il rio Loddone; il parco di villa Tamponi; il foro romano vicino al Municipio: di notevole importanza per conoscere meglio la storia di quel periodo sono gli scavi, iniziati nel 2006 per il rifacimento delle reti idriche nella zona prospiciente il molo Benedetto Brin, da cui è emerso quello che presumibilmente doveva essere il foro, resti di templi monumentali e botteghe artigiane. Un tratto di selciato di epoca tardo imperiale verrà preservato e integrato nell'arredo urbano ; i resti dell'acquedotto romano vicino al vecchio ospedale.

### Periodo vandalico e bizantino

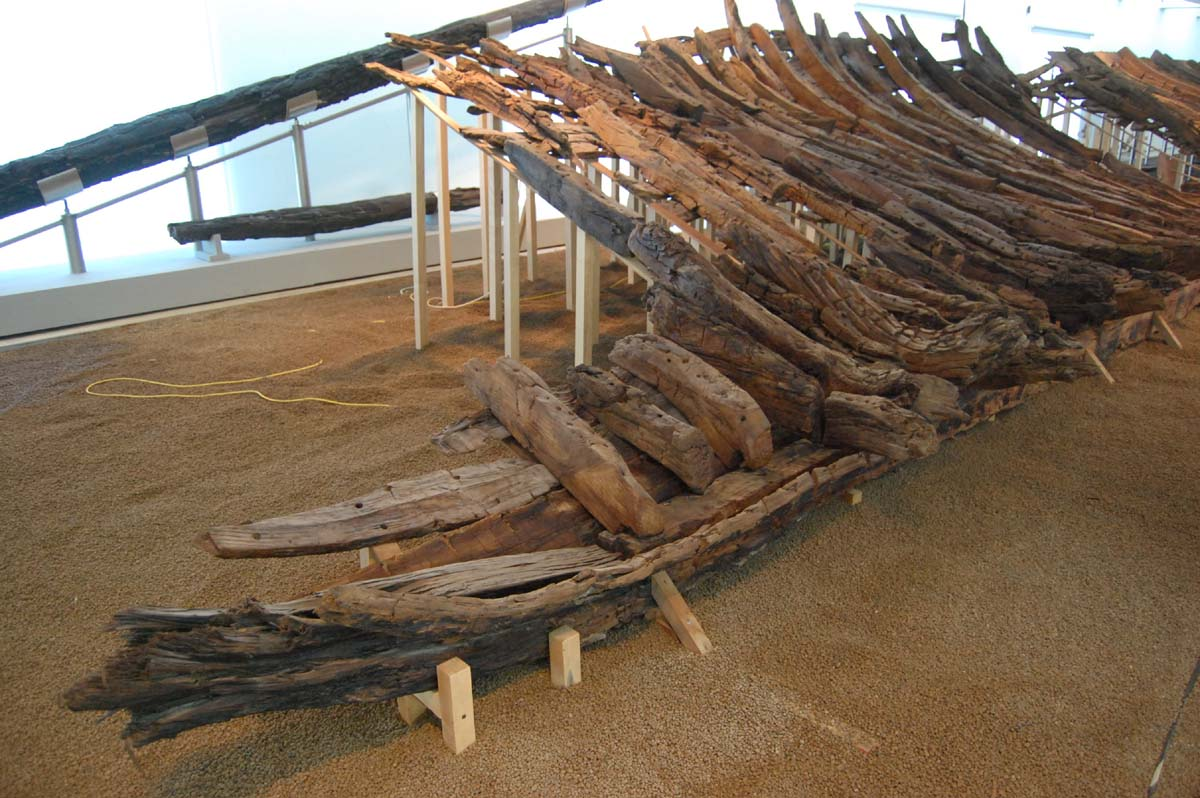
Relitto di nave romana esposta presso il Museo

La caduta dell'Impero romano d'Occidente, nel V secolo, marca l'inizio di un lungo periodo di decadenza. La città romana cadde per un attacco compiuto dai Vandali dal mare; fu incendiata e distrutta insieme alle navi ormeggiate in porto. Il colpo subito fu terribile e alla fine del VI secolo la città appare con un nuovo nome: Fausiana (in greco bizantino Φαυσιανή); L'ubicazione di Fausiana è tuttora discussa: se da una parte è ormai superata l'ipotesi di un decentramento presso il colle di San Simplicio, dall'altra le ipotesi propendono per una continuità con il centro demico di Olbia o per un decentramento in zona strategica nell'agro. Nel 534 d.C. Giustiniano scaccia i Vandali dalla Sardegna, annettendola all'Impero d'Oriente; a questo periodo risale il castello di Sa Paulazza, fortificazione sita in regione Monte a Telti, sulla statale 127 a circa 5 km dal centro abitato.

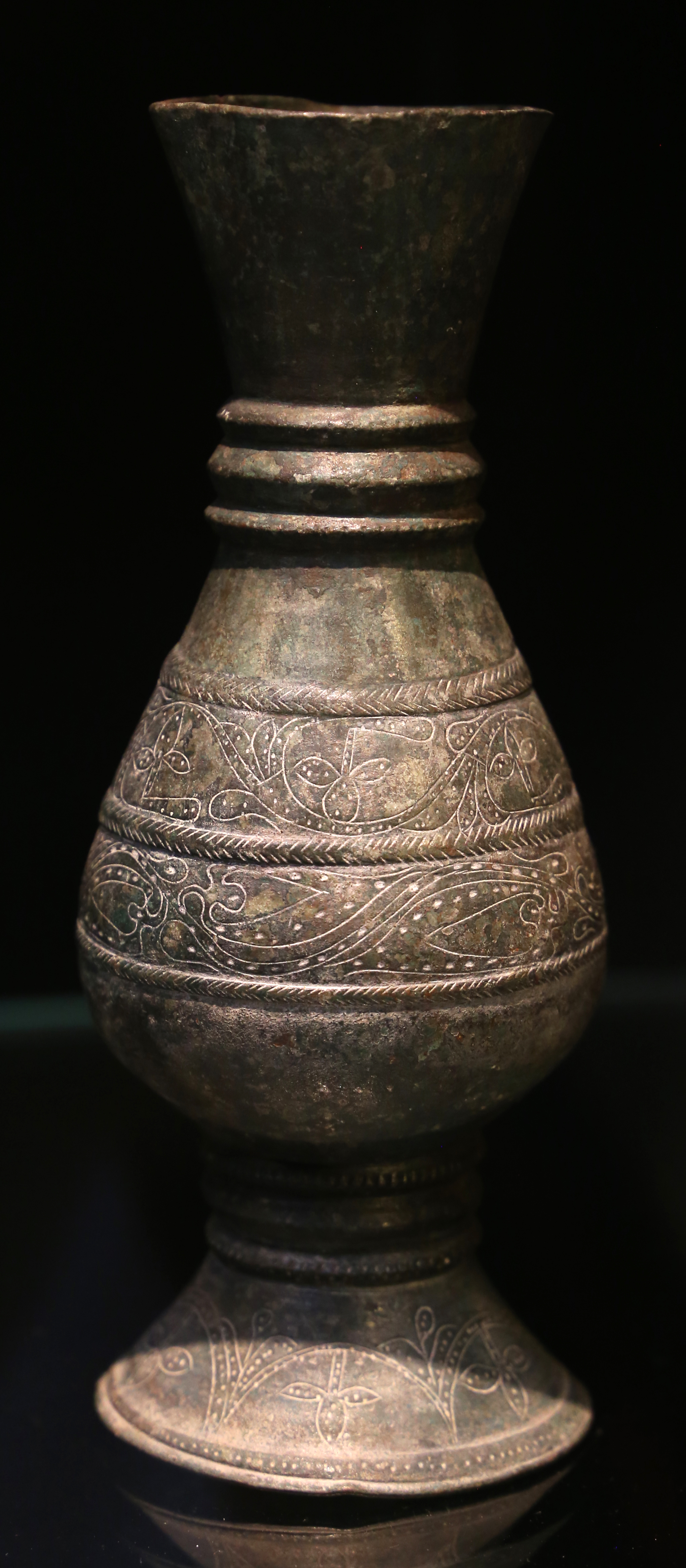
Brocca in bronzo fuso arricchita da decorazioni a bulino, da Olbia, età altomedievale

Durante questo periodo l'antico centro abitato non scomparve ma subì sicuramente una fortissima contrazione, come ci testimoniano i pochi materiali rinvenuti nel fondale del porto durante gli scavi del tunnel.
Dall'VIII all'XI secolo gli arabi tentano la conquista della Sardegna, interrotta per l'intervento pisano: è a seguito di questi eventi che la Sardegna si "separa" dall'impero bizantino e si governa per mezzo di quattro Giudici, suddividendo la regione in quattro Giudicati: Cagliari, Torres, Arborea e Gallura.

### Periodo giudicale

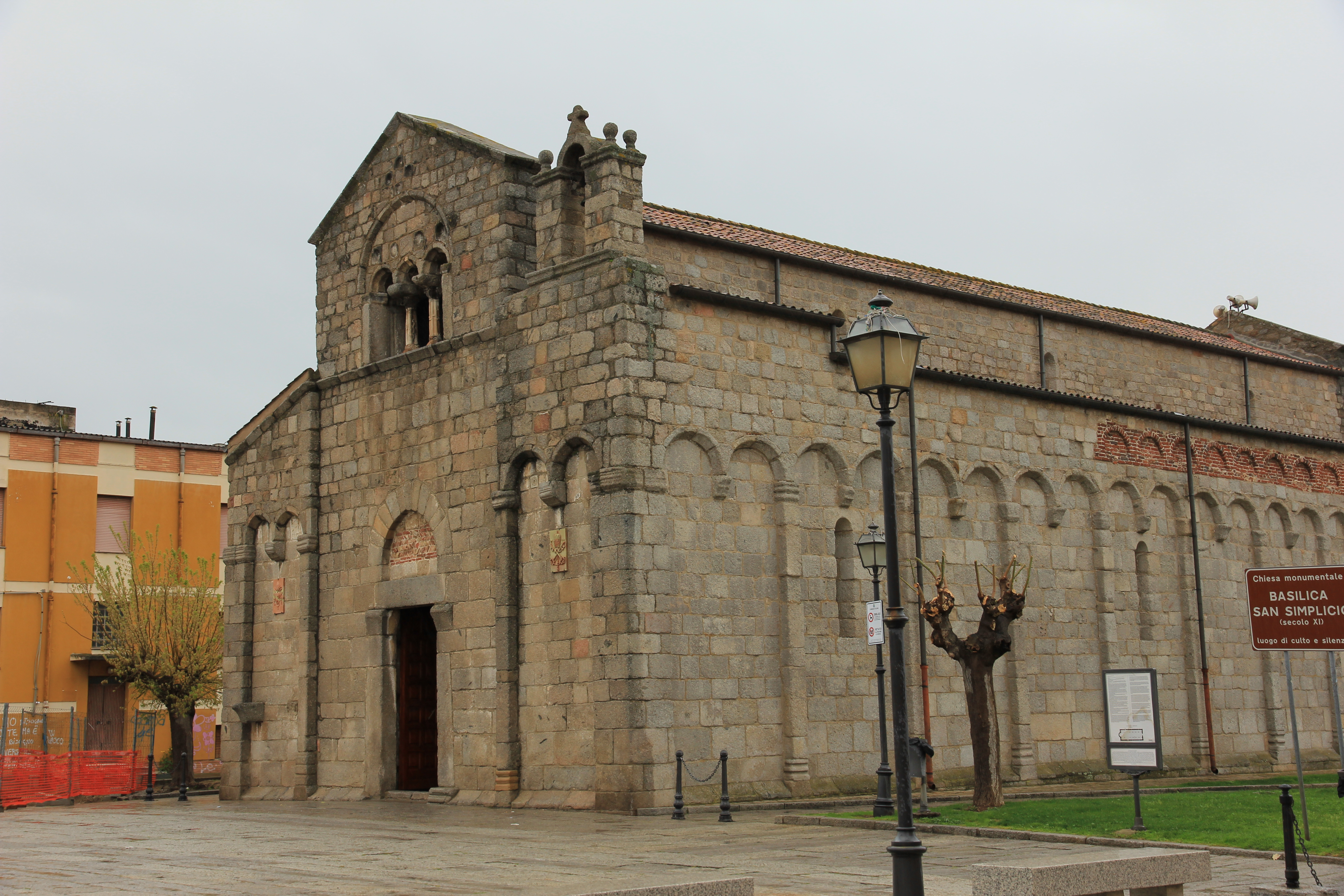
Basilica di San Simplicio, antica cattedrale

Sul periodo giudicale, dall'XI alla fine del XIII secolo, le fonti sono poche e frammentarie. Il primo giudice di Gallura di cui si hanno notizie certe è Manfredi di Gallura, forse di origine pisana, che regnò grosso modo alla metà dell'XI secolo. La corte era itinerante (i giudici dimoravano in estate, per il clima più fresco, nei castelli di Balaiana e di Baldu (Luogosanto), nel castello della Fava (Posada), tuttavia Civita (nome medioevale di Olbia) era la sede di residenza privilegiata.
Civita in periodo giudicale venne cinta da mura (sulla porta principale vi campeggiava lo stemma giudicale) ed era il centro del potere religioso e civile del giudicato gallurese. Gli edifici più importanti erano la cattedrale extra-muros di San Simplicio, edificata tra la fine dell'XI e gli inizi del XII secolo dal giudice Costantino III di Gallura sull'antica necropoli punico-romana in cui erano sepolti i resti del santo martirizzato, il palazzo giudicale, situato probabilmente nei pressi dell'ex caserma della Guardia di finanza in corso Umberto, dove in una cripta della cappella palatina venivano tumulati i giudici e la chiesa di San Paolo.
Il giudicato fu retto dalla famiglia dei Lacon-Gunale fino al 1218; l'ultima sovrana della dinastia fu Elena di Gallura (prima donna sovrana per proprio diritto su un trono sardo e una delle prime d'Europa). La giudicessa sposò il pisano Lamberto Visconti. Il loro figlio Ubaldo Visconti, primo marito di Adelasia di Torres, non ebbe eredi e designò come suo successore il cugino Giovanni Visconti. A questi subentrò il primogenito Nino Visconti che sarà l'ultimo sovrano di Gallura. Spesso a Pisa, il giudice nominò vicario il dantesco frate Gomita che poi farà giustiziare per le sue disoneste baratterie.
Nel 1296, morto il giudice Nino, ricordato da Dante nella Divina Commedia come Giudice Nin gentil, i territori del giudicato gallurese caddero in mano della repubblica di Pisa. Per iniziativa dei pisani al posto dell'antica Civita venne costruita Terranova, ovvero una città di nuova fondazione murata.

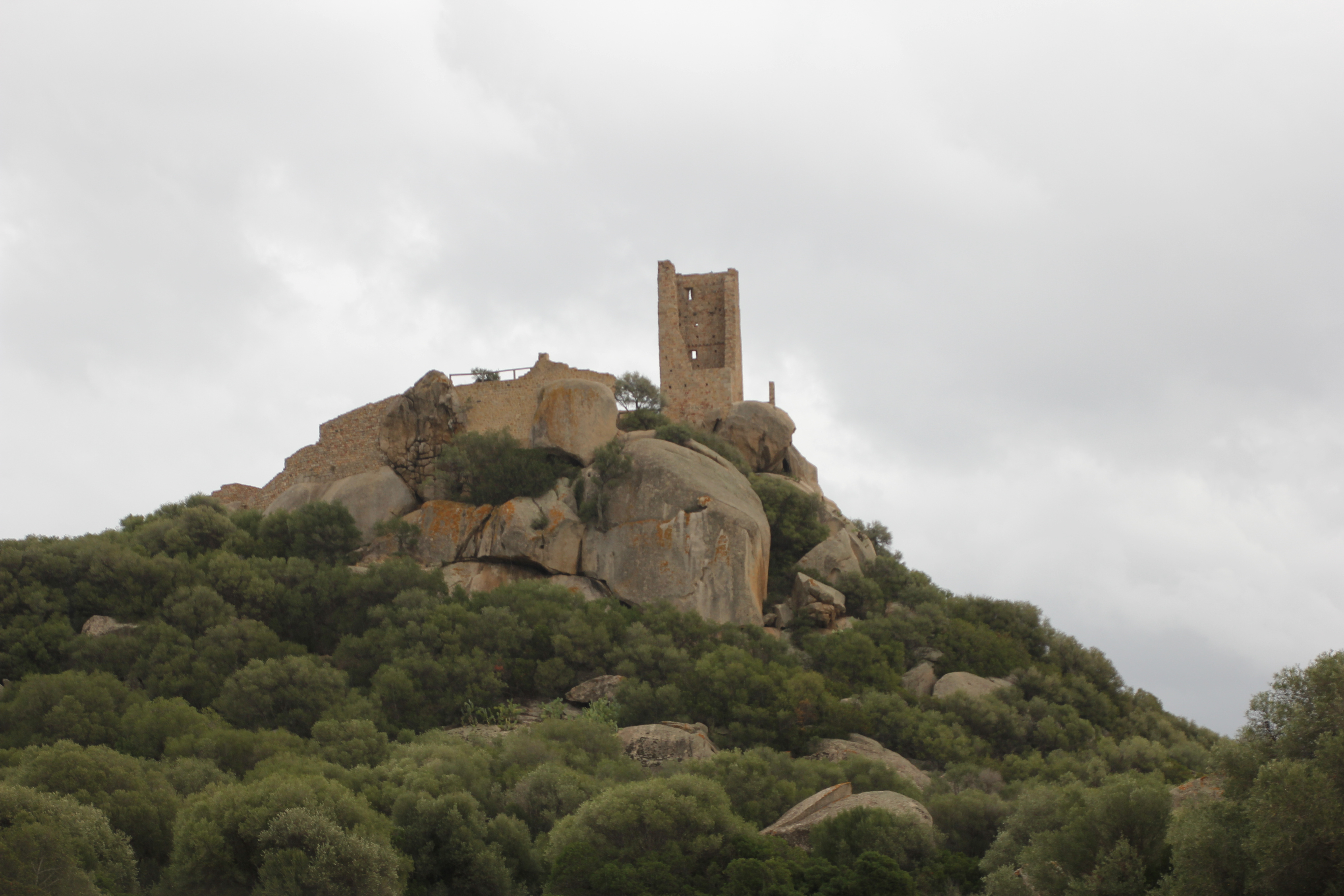
Castello di Pedres

Secondo il Repartiment de Sardenya del 1358, Terranova, ex-capitale giudicale, dopo un lungo periodo di guerre, rivolte e pestilenze, contava 132 capifamiglia soggetti al testatico, tale dato riferito ai contribuenti fa desumere una popolazione di circa 800 abitanti, nello stesso periodo a Sassari erano attestati non più di 700 uomini in armi, circa 4 000 abitanti. Alcune fonti riportano come parte della città fosse in rovina, vennero trafugati e portati a Pisa per adornare il complesso della piazza del Duomo, l'architrave di un tempio dedicato a Cerere e il portale della stessa cattedrale di San Simplicio.
Il pesante vincolo pisano nella conduzione del giudicato ne limitava fortemente l'autonomia. A questo periodo risale comunque il fortilizio del castello di Pedres, di cui si hanno notizie tra il 1296 ed il 1388 realizzato probabilmente da maestranze pisane, un tempo costituito da due piazzali cinti da mura turrite, lungo la strada per Loiri. Altri importanti monumenti del periodo medioevale sono la già citata basilica di San Simplicio, eretta tra l'XI e il XII secolo, il monumento di maggior pregio della Gallura, al di fuori delle mura urbane, notevole testimonianza dell'architettura romanico-pisana e interamente realizzata in blocchi di granito da manodopera toscana e lombarda; l'edificio di culto era originariamente circondato da un'ampia necropoli, utilizzata fin dal periodo punico IV secolo a.C.; la chiesa di San Paolo Apostolo, probabilmente risalente all'epoca bassomedievale ma pesantemente rimaneggiata nel XVIII secolo (un'epigrafe all'interno riporta l'anno 1747), nella parte più alta del centro storico della città, sorta sui resti di quella che forse era l'antica cappella palatina del palazzo dei Giudici di Gallura e precedentemente su un tempio di epoca punica e romana forse dedicato alla divinità Melqart-Ercole; la cupola maiolicata risale alla metà del XX secolo.

### Periodo catalano-aragonese
Nel 1324 la Sardegna viene conquistata dai Catalano-Aragonesi e sotto questa dominazione vi venne istituito il regime feudale che comportò la disgregazione del Giudicato di Gallura, con il solo mantenimento dell'organizzazione territoriale in curatorie (ribattezzate incontrade): Terranova fu prima nell'omonima signoria, poi della baronia di Terranova, e quindi marchesato dal 1579.
Di fatto, dal XIII al XVI secolo la città decade lentamente per problemi legati alla mutazione dell'asse dei traffici marittimi, che spostandosi verso la Spagna, favoriva le città della costa occidentale sarda. L'insalubrità ambientale e la presenza della malaria, uniti all'esposizione a scorrerie piratesche ottomane (nel 1553 il corsaro Dragut ne devasta il centro), causano la decadenza della città. Nella seconda metà del Cinquecento la città è scarsamente abitata: nel 1559 a Olbia vengono attribuiti non più di 90 fuochi (circa 360-400 abitanti), alla fine del Seicento appena 240 abitanti. Il processo di spopolamento delle coste avviene in concomitanza con il ripopolamento delle zone interne della Gallura, che beneficiano, anche, delle migrazioni di popolazioni in fuga dalla Corsica.

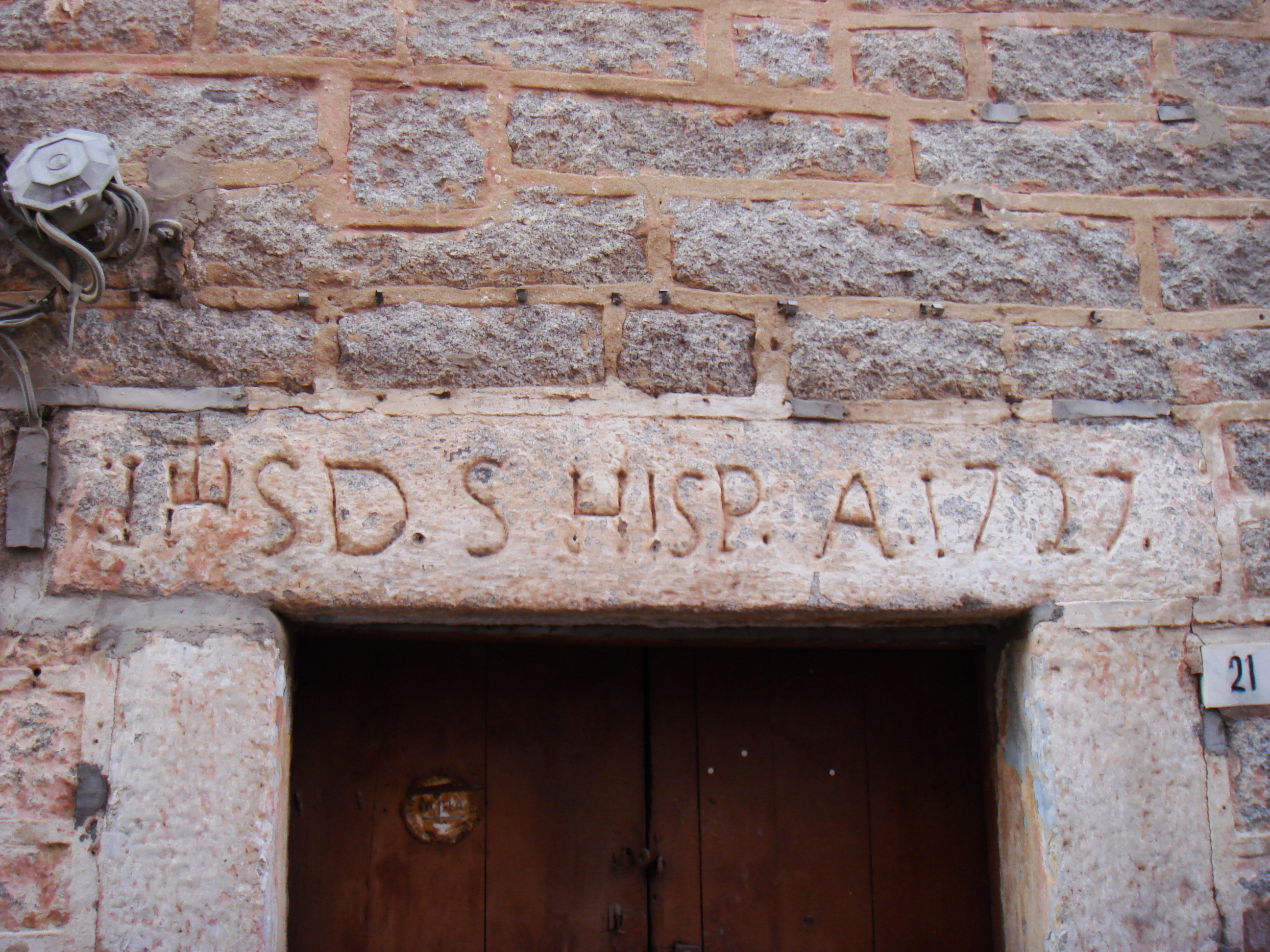
Le case delle vie del centro, carreras bezzas, risalgono al XVII-XVIII secolo; in alcune di esse sono scolpite, sugli architravi di granito, delle iscrizioni con le iniziali del proprietario, un simbolo cristiano e l'anno di fondazione. Questa usanza si osserva anche in altri centri storici della Gallura.

Il declino di Terranova comportò nel 1568 l'accorpamento della sede vescovile prima a Castellaragonese (oggi Castelsardo) con la denominazione di "Civita e Ampurias" sino alla soppressione che avvenne nel 1839, con la nascita della diocesi di "Tempio-Ampurias". Nel 1614 il vescovo Giacomo (Diego) Passamar ordina una ricognizione dei resti dei martiri Olbiesi (Rosola, Diocleziano, Fiorenzo e Simplicio) i cui resti vennero traslati dalla cripta presso la cattedrale (fuori le mura) al centro nella chiesa di San Paolo dentro le mura di Terranova.

### Periodo sabaudo

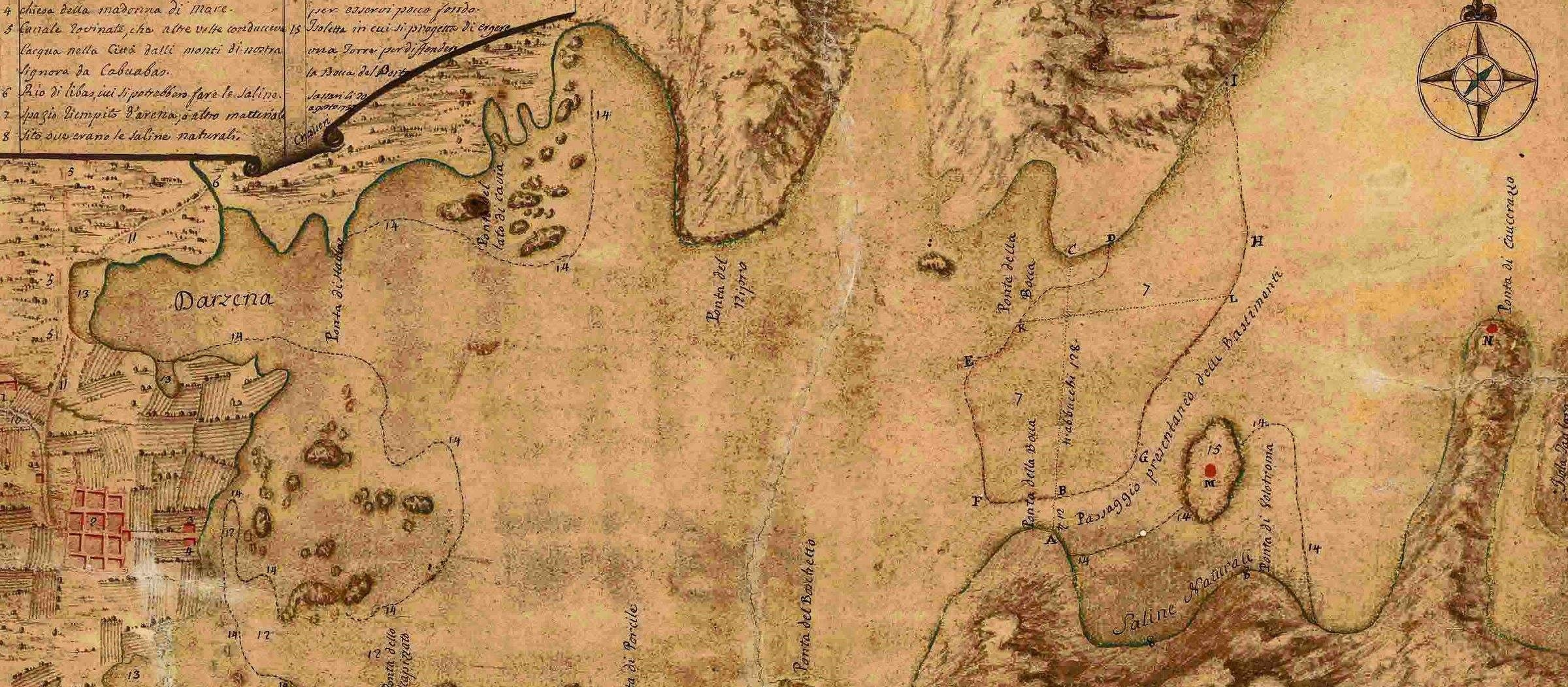
Carta del Golfo di Olbia, allora Terranova, del 1739 opera del Craveri

Ancora nel 1837 Antoine-Claude Pasquin Valéry nel suo Voyages en Corse, à l'île d'Elbe et en Sardaigne scriveva: « Il villaggio marittimo di Terranova, insalubre, spopolato, non ha duemila abitanti, occupa il sito dell'antica e celebre Olbia. L'aspetto delle case è quello delle grandi fattorie, (…); Nella campagna, la chiesa di San Simplicio, che risale ai Pisani, è press'a poco abbandonata (…)», ma anche: «Questa bella pianura di Terranova, un tempo tanto fiorente da contare dodici città e settanta comuni, così felicemente situata in riva al mare, riparata dalle montagne e con un così buon clima, potrebbe nutrire più di 50 000 abitanti; infatti possiede ancora tutti gli elementi dell'antica prosperità ». Mentre il generale Alberto La Marmora, nel 1845 in collaborazione col il cavaliere e maggiore Carlo de Candia realizza la grande carta marittima della Sardegna in scala 1: 250.000, in versione da viaggio. Nel suo celeberrimo Itinerario dell'isola di Sardegna scriveva: «L'attuale paese di Olbia è costruito a filo, con una certa regolarità. Le strade sono parallele e tagliate ad angolo retto. Le case sono costruite come la chiesa di San Simplicio con cantoni di granito estratti sul posto o nei dintorni; questa roccia assume una colorazione rosata simile al più bel granito dei monumenti egizi.» Ai viaggiatori europei dell'Ottocento, tra i quali John Warre Tyndale, il paese di Terranova appariva così: «Le case, nessuna delle quali si presenta decente o pulita, sono per lo più fatte di granito ed imbiancate, quasi ad offrire un contrasto maggiore con la sporcizia generale ed il sudiciume che sta all'interno e attorno ad esse.» Il processo demografico si invertì solo nella seconda metà dell'Ottocento: la città che nel 1799 contava appena 2 000 abitanti, viene rinominata, con regio decreto nel 1862, in Terranova Pausania.
Furono determinanti la riqualificazione del porto di Terranova (nel 1870, a cui contribuirono anche i comuni della Gallura) e l'arrivo della ferrovia (la linea Cagliari-Chilivani-Terranova venne inaugurata nel 1881, cui si aggiunse il prolungamento a Golfo Aranci), che portarono alla rinascita urbana del centro, che allora contava circa 3 000 abitanti, in prevalenza pescatori (con una nutrita comunità di origine ponzese) e contadini. Tuttavia, le difficoltà dovute all'interramento della canaletta di accesso al golfo di Olbia, spinsero il generale La Marmora a proporre l'idea di costruire un nuovo porto presso Capo Figari, con la fondazione di un nuovo nucleo abitato chiamato Olbia Nova. Nel 1880 il servizio regolare di linea (passeggeri e postale) per Civitavecchia mediante piroscafi venne spostato da Terranova alla vicina Figari (oggi Golfo Aranci), prolungandovi la ferrovia, lasciando alla prima il solo traffico merci e militare. Solo nel 1920, a seguito di una insurrezione popolare e delle incessanti battaglie parlamentari del deputato Giacomo Pala, in seguito conosciuto come "onorevole Terranova" venne riattivato il servizio a Terranova, il che diede un impulso maggiore alla rinascita economica, commerciale e demografica del centro che era iniziata dagli ultimi anni del secolo precedente, mentre, a seguito dei lavori di ampliamento e banchinamento del porto, nel 1930 venne inaugurata la stazione marittima. A questo periodo risale la Villa Tamponi, edificata nel 1870 in forme neoclassiche con parco circostante; il complesso dello Scolastico (scuole elementari) in corso Umberto, realizzato nel 1911, nel quale ha sede il nuovo municipio di Olbia; il municipio, risalente all'inizio del XX secolo in forme liberty e neogotiche;
Nella prima guerra mondiale nel novembre 1917 nasce la 10ª Sezione FBA su 4 FBA Type H che nell'agosto 1918 diventa la 278ª Squadriglia.

### Durante il ventennio
Nel 1922 il fascismo era ancora poco radicato in Sardegna, i fascisti nell'isola erano poche centinaia, concentrati a Cagliari e nelle zone minerarie dell'Iglesiente (dove il movimento si confondeva con i sorveglianti delle miniere), ma godeva dell'ampissima simpatia delle Guardie di Pubblica Sicurezza. La marcia su Roma non modificò radicalmente i rapporti di forza, anche se spinse il notabilato, i funzionari pubblici e la borghesia ad avvicinarsi al regime, soprattutto dopo il ferimento del deputato antifascista Emilio Lussu ed i gravi incidenti del 27 novembre 1922 a Cagliari (con l'impunito omicidio dell'antifascista Efisio Melis), che chiarirono come stato e fascismo fossero ormai strettamente alleati. Olbia (o Terranova com'era nota al tempo), rimaneva una città sostanzialmente antifascista, con una maggioranza radicale, e forti presenze socialiste e democratiche, oltre ad una forte simpatia per l'azionismo nascente. I pochi fascisti della città organizzarono assieme a squadracce dell'Italia centrale un assalto a sorpresa: da Civitavecchia partirono alla volta della Sardegna circa 200 fascisti, con due mitragliatrici e armi leggere. Questi, nella luce dell'alba, "espugnarono" la città, radunando gli antifascisti più in vista, ancora seminudi, in una piazza e costringendoli a bere l'olio di ricino in una cerimonia del cosiddetto "battesimo patriottico". Fu la prima volta in Sardegna che i fascisti fecero uso dell'olio di ricino, già diffuso da 3 anni sul continente, Emilio Lussu, con ironia, commentò che "L'isola ha sempre seguito in ritardo i progressi della nazione". Solo uno dei prigionieri si rifiutò di bere, malgrado le minacce di morte, e venne duramente percosso, mentre un altro antifascista fu costretto ad inneggiare al fascismo. Fu una delle più gravi violenze politiche di quell'anno in Sardegna, avvenuta con la connivenza delle Guardie di Pubblica Sicurezza e delle altre forze di polizia.
Nel corso del periodo fascista con regio decreto del 4 agosto 1939 viene ripristinato l'antico nome romano (Olbia), le viene inoltre aggregata la frazione di San Pantaleo staccata dal disciolto comune di Nuchis e vengono realizzati regolari collegamenti aerei con la penisola a mezzo di idrovolanti. Il 14 maggio 1943 Olbia viene duramente bombardata dagli alleati, almeno 22 persone muoiono sotto le macerie del municipio e del centro. Insieme a Cagliari la città paga un alto tributo di sangue alla seconda guerra mondiale.

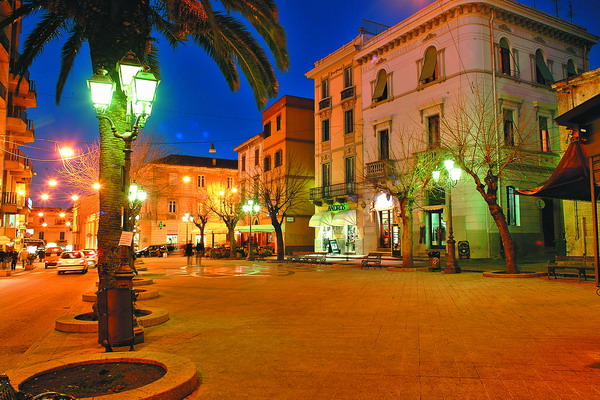
Piazza Regina Margherita

### Periodo contemporaneo
Bonificato il territorio e debellata la presenza della malaria, nel corso della seconda metà del XX secolo e in particolare dagli anni sessanta la città è cresciuta economicamente e demograficamente sotto la spinta della scoperta turistica della costa nord orientale della Sardegna (Costa Smeralda, Arcipelago della Maddalena, Santa Teresa), della quale diviene il principale riferimento e centro di servizi. Il 31 agosto 2006 con delibera statutaria del Consiglio provinciale, è stata formalizzata la scelta definitiva del capoluogo della Provincia di Olbia-Tempio: "La Presidenza della Provincia, con il Presidente, la Giunta provinciale e il Consiglio provinciale con i propri organismi consiliari hanno sede in Olbia, ove vi è la sede legale, amministrativa principale ed operativa dell'ente. Il comune di Olbia nel 2006 ha ottenuto dall'Eurispes il riconoscimento come comune d'eccellenza del sistema amministrativo italiano per capacità amministrativa e gestionale.

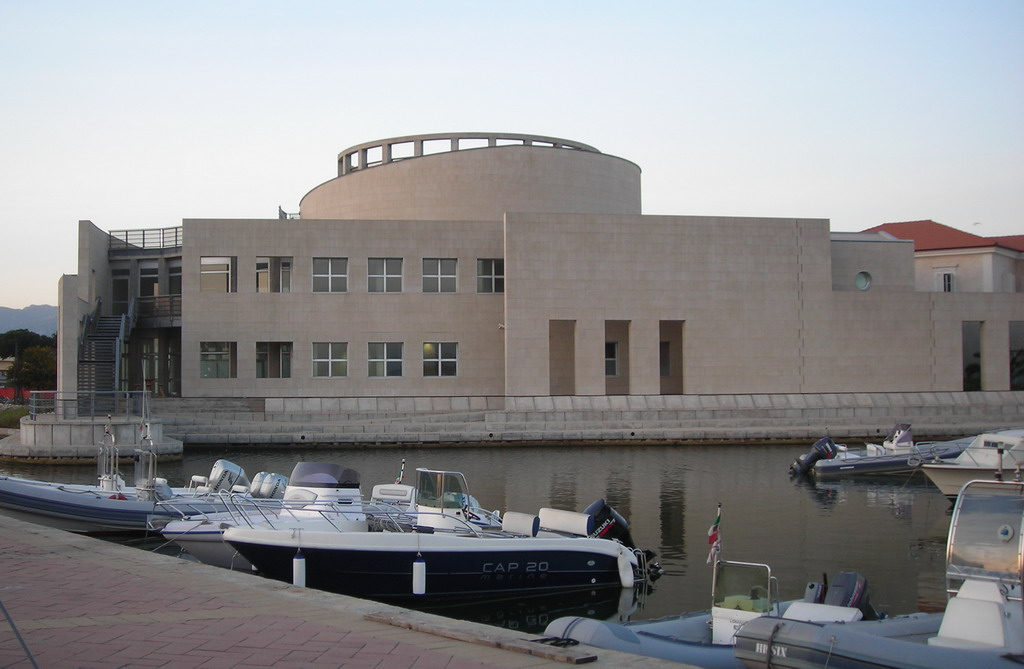
Olbia, Museo archeologico

Tra le più importanti opere pubbliche realizzate in questo periodo si ricordano: gli uffici ITAV e caserma dei vigili del fuoco presso l'aeroporto di Olbia (1974), di Francesco Cellini; la chiesa della Sacra Famiglia, di Vico Mossa; il Teatro sul Golfo di Olbia, progettato da Giovanni Michelucci con Quart Progetti e sua ultima opera (1990); il centro commerciale Terranova, progettato da Aldo Rossi; il Museo archeologico, progettato da Giovanni Maciocco; il complesso commerciale e residenziale Agorà in viale Aldo Moro, progettato da Dante Benini (1995-2000); l'ampliamento dell'aeroporto Costa Smeralda (2004), progettato da Willem Brouwer con la consulenza grafica del Bureau Mijksenaar. La città è dotata di due ospedali civili (nosocomio San Giovanni di Dio in viale Aldo Moro e nosocomio Giovanni Paolo II in via Bazzoni – Sircana) e di un Ospedale di eccellenza (Mater Olbia Hospital), è sede locale dell'Agenzia delle entrate, dell'azienda sanitaria locale (ASL) n. 2 di Olbia (che accorpa dal 1996 le precedenti ASL n. 3 di Tempio e n. 4 di Olbia e con competenza estesa all'intera provincia), della Capitaneria di porto, dell'Autorità del porto di Olbia-Golfo Aranci, dell'Area naturale marina protetta Tavolara - Punta Coda Cavallo (comprendente territori situati nei comuni di Olbia, Loiri Porto San Paolo e San Teodoro), nonché sede degli uffici previdenziali (INPS agenzia complessa) e del Pubblico registro automobilistico (PRA). Dal 2005 vi è stata insediata la sede provvisoria della Provincia di Olbia-Tempio (dapprima nella sede della Comunità montana "Riviera di Gallura" in via Nanni, quindi nella nuova sede, sempre in via Nanni), dove attualmente ha sede la presidenza e dove si riuniscono la Giunta e il Consiglio dell'Ente. Con DPR 11 settembre 2008, n. 161 (pubblicato sulla Gazzetta Ufficiale n. 248 del 22 ottobre 2008) è stata istituita la Direzione marittima di Olbia, inoltre sono stati elevati al rango di reparti territoriali le compagnie dei carabinieri e Guardia di finanza.

### Simboli
Lo stemma e il gonfalone sono stati concessi con DPR del 18 novembre 1955.
Il gonfalone è un drappo di azzurro. La bandiera è un drappo di azzurro con lo stemma comunale.

## Monumenti e luoghi d'interesse

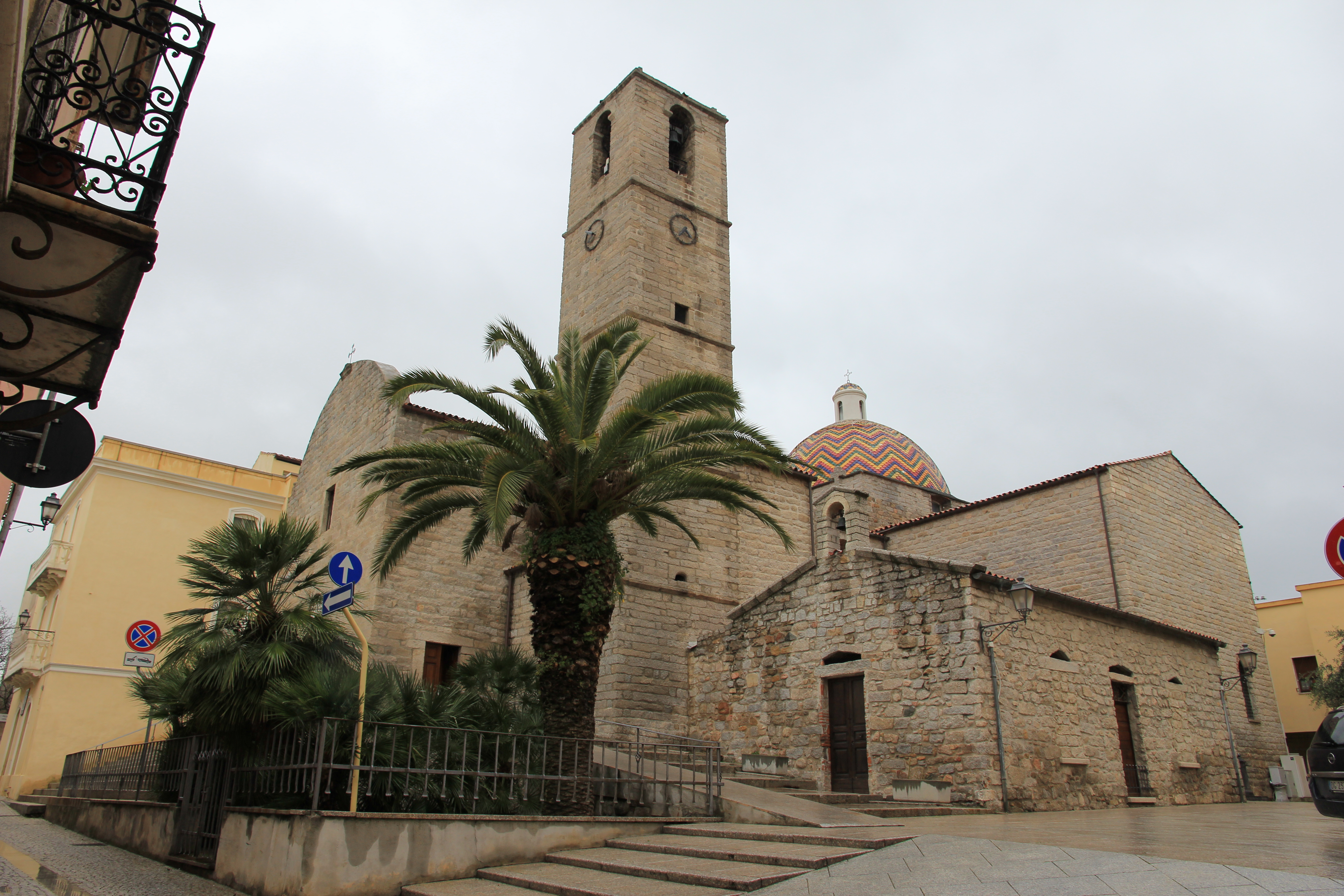
Olbia, chiesa di San Paolo

### Architetture religiose
Le chiese storiche di Olbia sono la basilica di San Simplicio, uno dei più insigni monumenti romanici dell'isola, e la chiesa di San Paolo, barocca, con alto campanile e cupola maiolicata e con affreschi interni del pittore Alberto Sanna.
Nelle campagne di Olbia si trovano la chiesa di San Vittore (con statua lignea del santo, primo vescovo di Fausania), di Nostra Signora di Cabu Abbas, di Santa Lucia, dello Spirito Santo, chiesa di Sant'Angelo, chiesa di Santa Mariedda.
Fra le chiese moderne presenti in città si possono citare la chiesa della Sacra Famiglia, della Madonna de La Salette, chiesa di Sant'Ignazio, chiesa di Sant'Antonio, chiesa di San Ponziano a Poltu Cuadu e la parrocchia San Michele Arcangelo della zona ospedaliera.

### Architetture civili

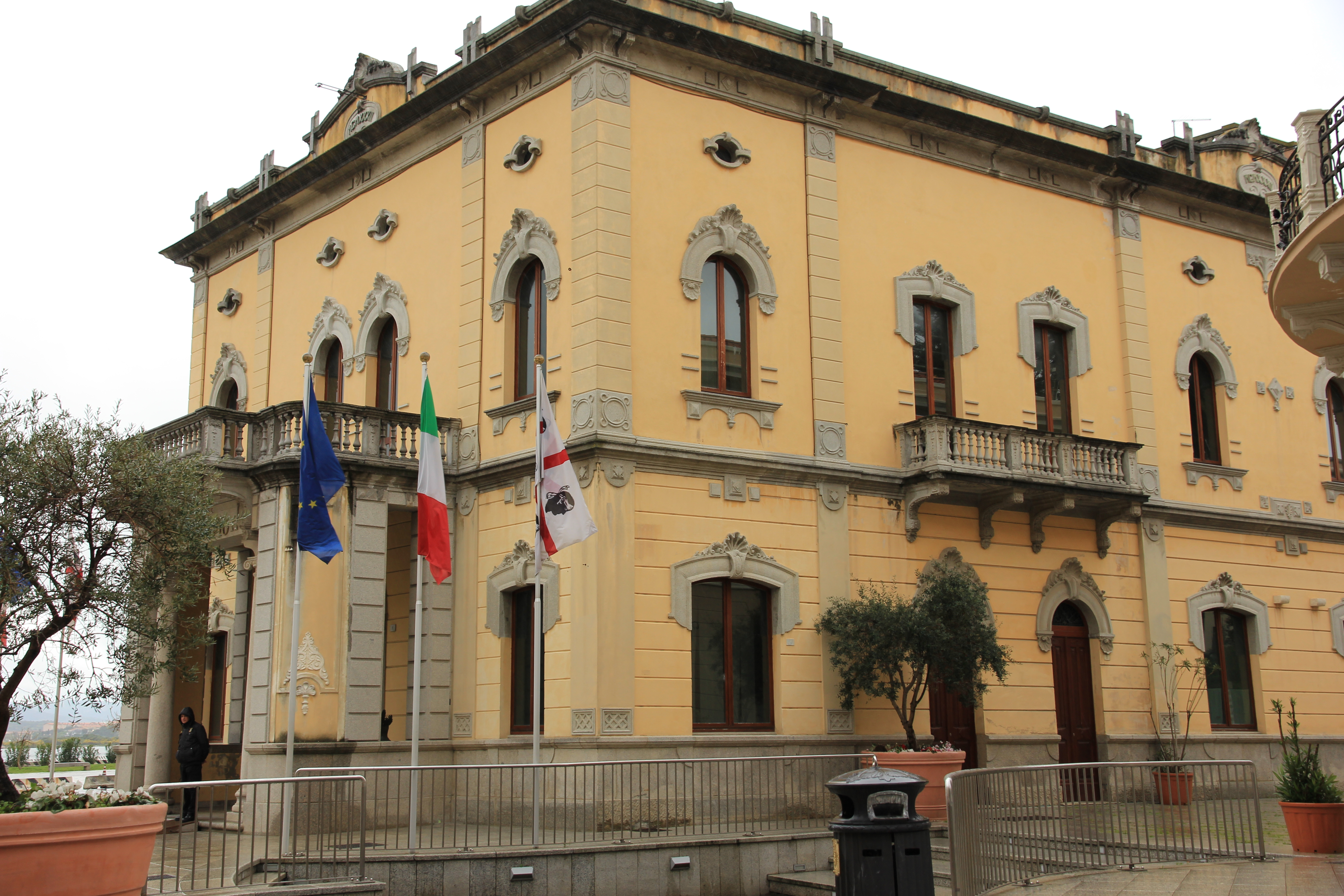
Il municipio di Olbia

Villa Clorinda in un'immagine d'epoca

- Palazzo Colonna, in corso Umberto (primi del Novecento, in stile liberty);
- Palazzo comunale (primi del Novecento, liberty);
- Villa Clorinda (primi del Novecento, già residenza signorile dei Colonna, liberty): adibita ad asilo infantile;
- Teatro Michelucci (ultima opera del famoso architetto).

### Architetture militari
Nei dintorni di Olbia svettano il castello di Pedres e il castello Sa Paulazza. Del periodo giudicale in città rimangono oggi pochi resti delle mura mentre fino ai primi dell'Ottocento erano ancora in buona parte visibili sia i resti della cinta muraria che del Palazzo giudicale.
Del periodo pisano invece si conserva l'impianto urbanistico della città di tipo toscano, Terranova appunto, voluto dal giudice Nino di Gallura e situata in un'area più prossima al porto romano, ristrutturato proprio dai Pisani, rispetto alla Civita giudicale.

### Siti archeologici

#### Età prenuragica
- Un dolmen nei pressi della frazione di Berchiddeddu avente schema classico; nelle vicinanze è presente anche un menhir;
- il dolmen di Cabu Abbas, ormai completamente distrutto;
- una tomba dolmenica è presente in località Contra de Oddastru, costituita da due massi e con doppio peristalite. In loco sono presenti anche 2 menhir aventi forma conica e punta arrotondata ed un'altra tomba simile è quella di S. Tommeo, nell'agro della frazione di Berchiddeddu;
- una tomba del tipo allée couverte in località Chinzana;
- il menhir di Puntiddone, realizzato in granito e noto soprattutto per la sua forma piatta;

Di notevole importanza è il circolo megalitico a Pastricciali di Mezzu e quello in località San Pantaleo oltre ai ritrovamenti di altre tombe a circolo nel restante territorio comunale. Come in gran parte della Gallura, risultano invece del tutto assenti le domus de janas.

#### Età nuragica
I nuraghi più importanti sono:

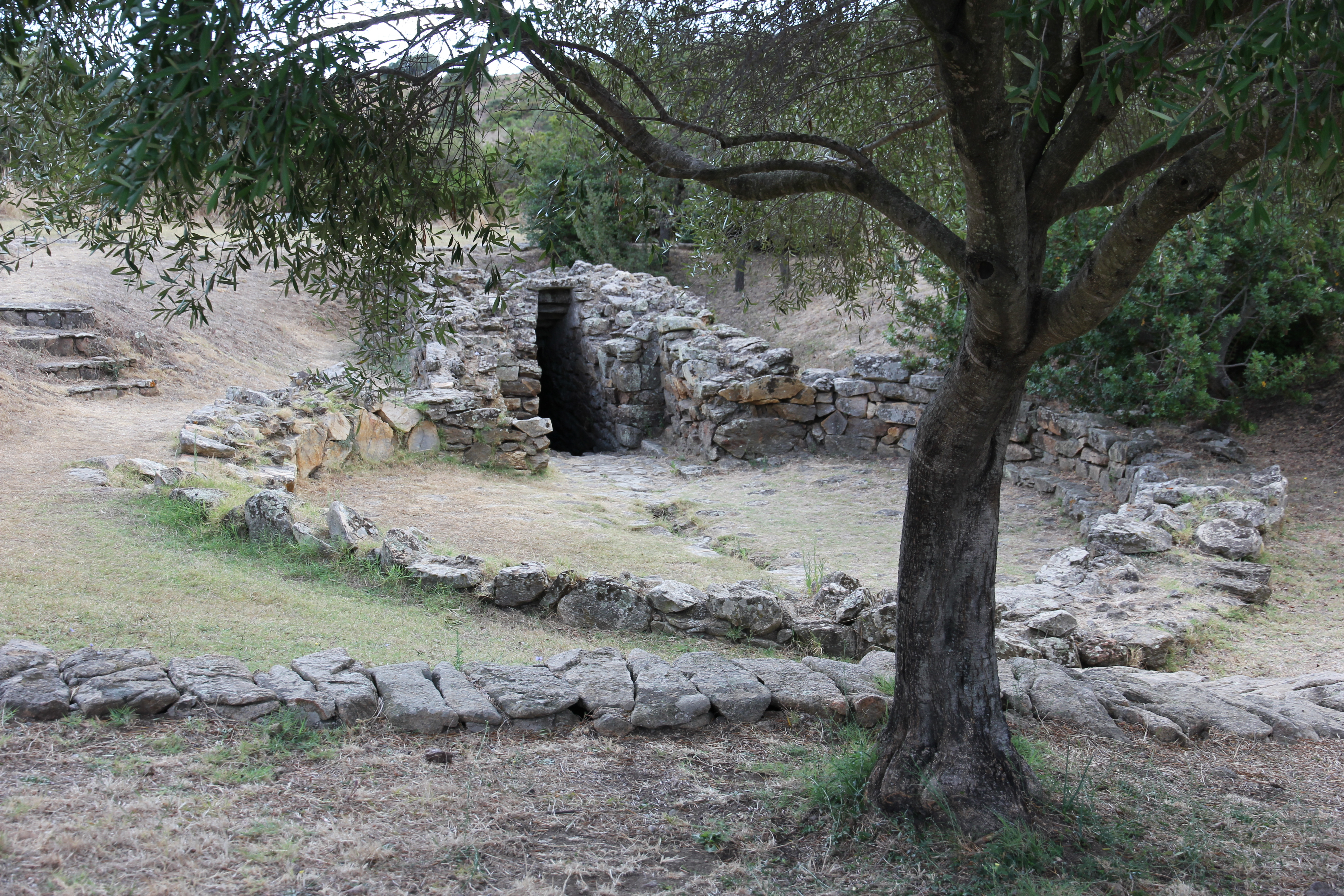
Pozzo sacro di Sa Testa

- il nuraghe Riu Mulinu a Cabu Abbas;
- il nuraghe Putzolu, nella omonima località, detto anche Lu Naracu;
- il villaggio nuragico Belveghile, sul prolungamento della sopraelevata nord in direzione Arzachena;
- il nuraghe Mannazzu o Mannacciu, sulla statale 127 in località Maltana;
- il nuraghe Siana o Zucchitta, nelle vicinanze della stazione di Enas;
- il nuraghe Sa prescione 'e Siana, su una altura che domina la piana di Olbia, vi si accede dalla strada vicinale di Aratena;

Merita di essere menzionato anche il nuraghe Punta Nuraghe a Porto Rotondo il quale risulta essere oggetto di scavi; anche i resti del nuraghe Torra, che si affaccia ai confini meridionali dell'aeroporto Costa Smeralda, sono di grande interesse.
Di enorme importanza è il singolare pozzo sacro di Sa Testa, risalente al periodo compreso tra il 1200 e il 1000 a.C. e situato nei pressi della strada per Golfo Aranci. Per via della sua struttura e della sua forma è continuo oggetto di studio per gli archeologici.
Nei pressi del Castro Bizantino Sa Paulazza è presente una fonte nuragica chiamata Li Fitteddi e differenti sono le tombe dei giganti tra cui va menzionata quella di Tomba dei giganti di Su Mont'e s'Abe, situata lungo la strada per Loiri; risalente all'Età del Bronzo antico (1800 - 1600 a.C.) (Cultura di Bonnannaro) venne rimaneggiata e riadattata in età nuragica.

#### Età fenicio-punica e romana

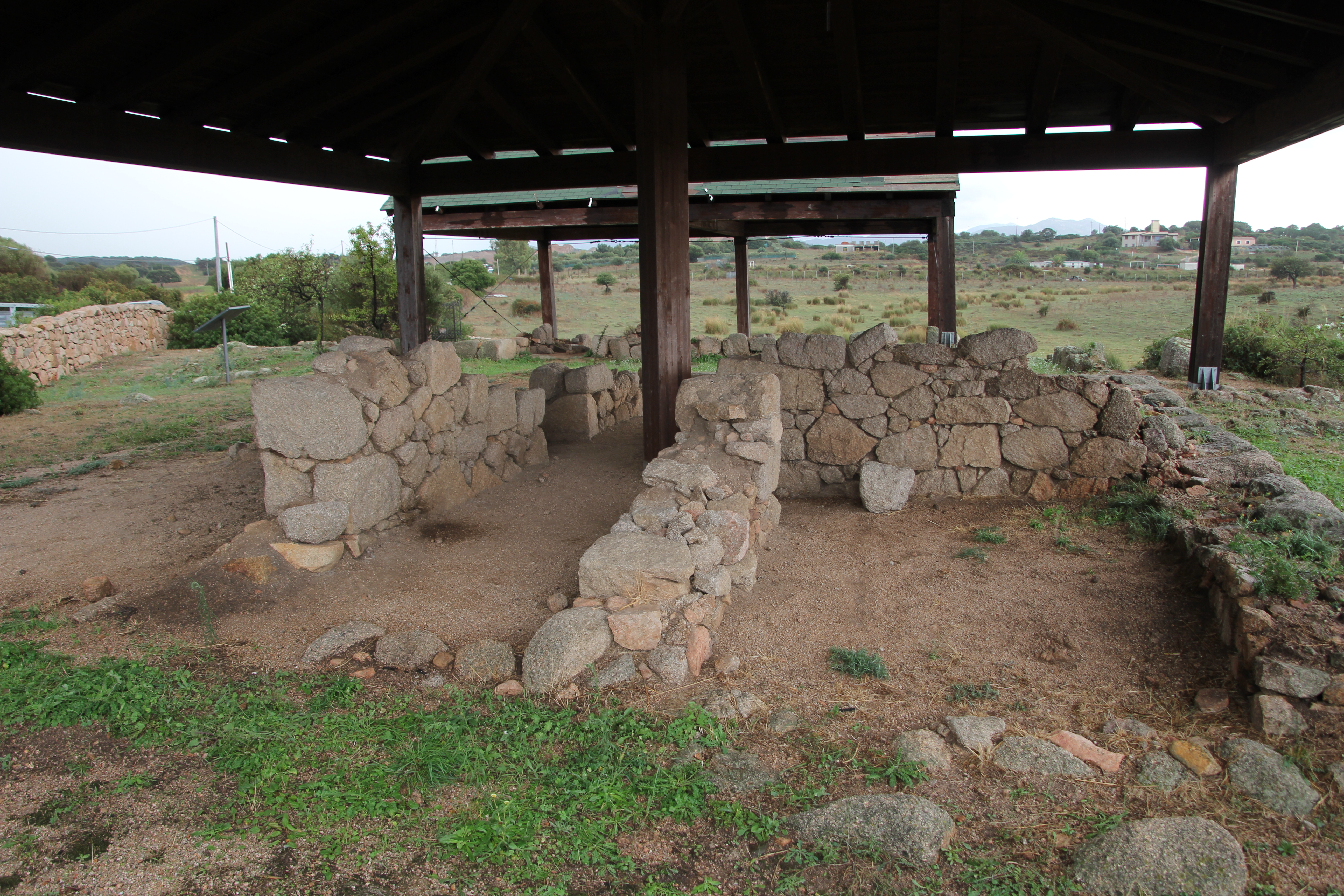
Villa romana di S'Imbalconadu

- Necropoli punico-romana e rampa d'accesso al tempio di Cerere sotto la basilica di San Simplicio
- Mura puniche di via Torino
- Resti dell'acquedotto romano (località Sa Rughittula, via Canova, via Nanni)
- Villa rustica S'Imbalconadu
- Abitato punico-romano e officine puniche di via Nanni
- Resti del foro romano nei pressi del Comune

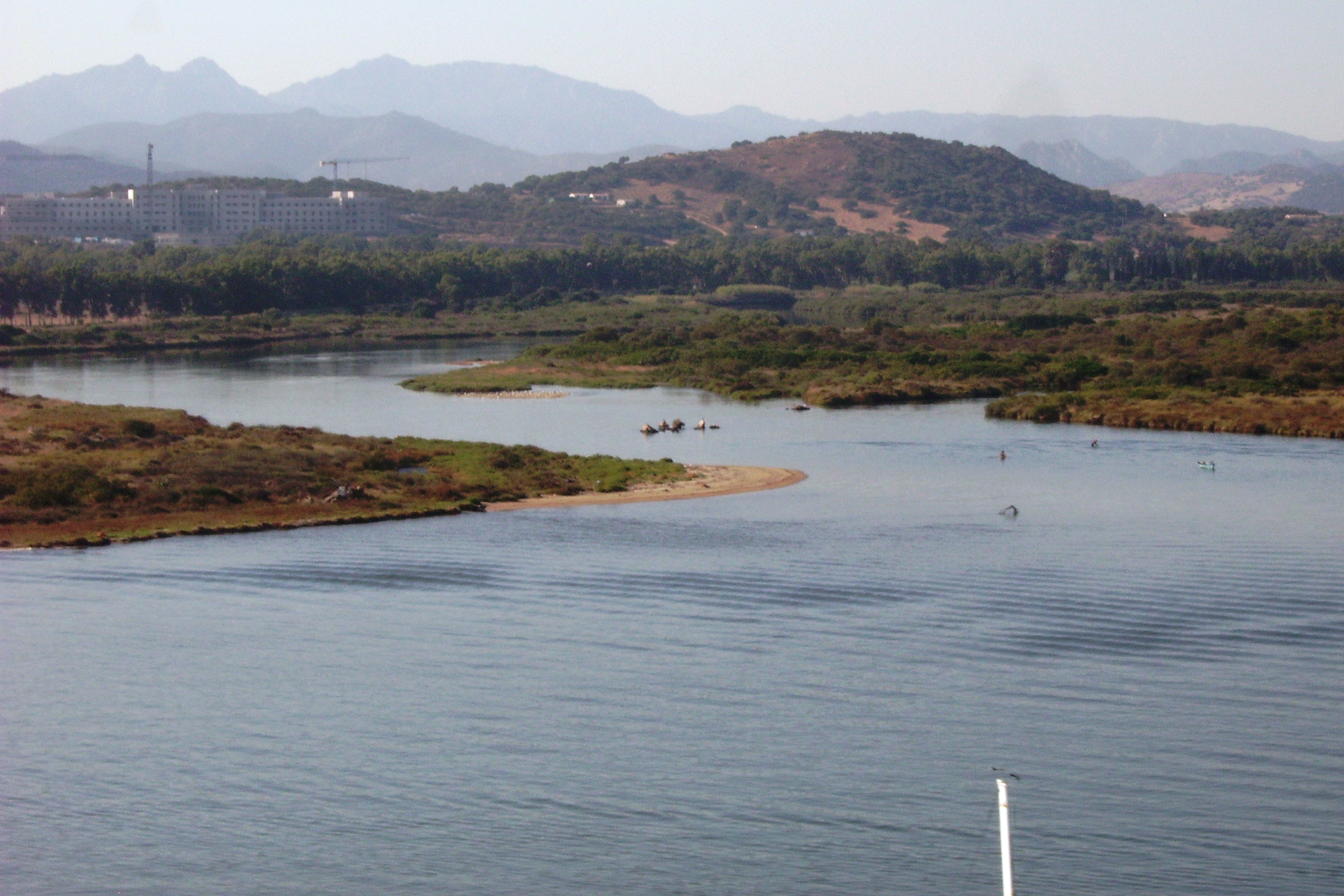
Foce del rio Padrongianus. Sullo sfondo il nuovo ospedale Mater Olbia in costruzione

### Aree naturali
- Parco Fausto Noce, con i suoi 18 ettari è il parco urbano più grande della Sardegna, classificatosi nel 2005 come secondo miglior progetto per il verde in Italia;
- parco fluviale del Padrongianus (ca. 35 ettari), situato lungo parte del corso inferiore del Rio Padrongianus (noto anche come Rio Padrogiano), subito a sud dell'area urbana olbiese. Attualmente è chiuso al pubblico in attesa di nuovi progetti per la gestione;
- foresta demaniale di Sorilis
- area semi lagunare del golfo interno, ove vengono raccolte nelle apposite aree in concessione (stabulari) le pregiate cozze locali;
- area marina protetta di Tavolara-Punta Capo Coda Cavallo (condivisa con Loiri-Porto San Paolo e San Teodoro);
- monte Pinu (condiviso con altri comuni limitrofi);
- monte Plebi (condiviso con Arzachena);
- monte Cugnana.

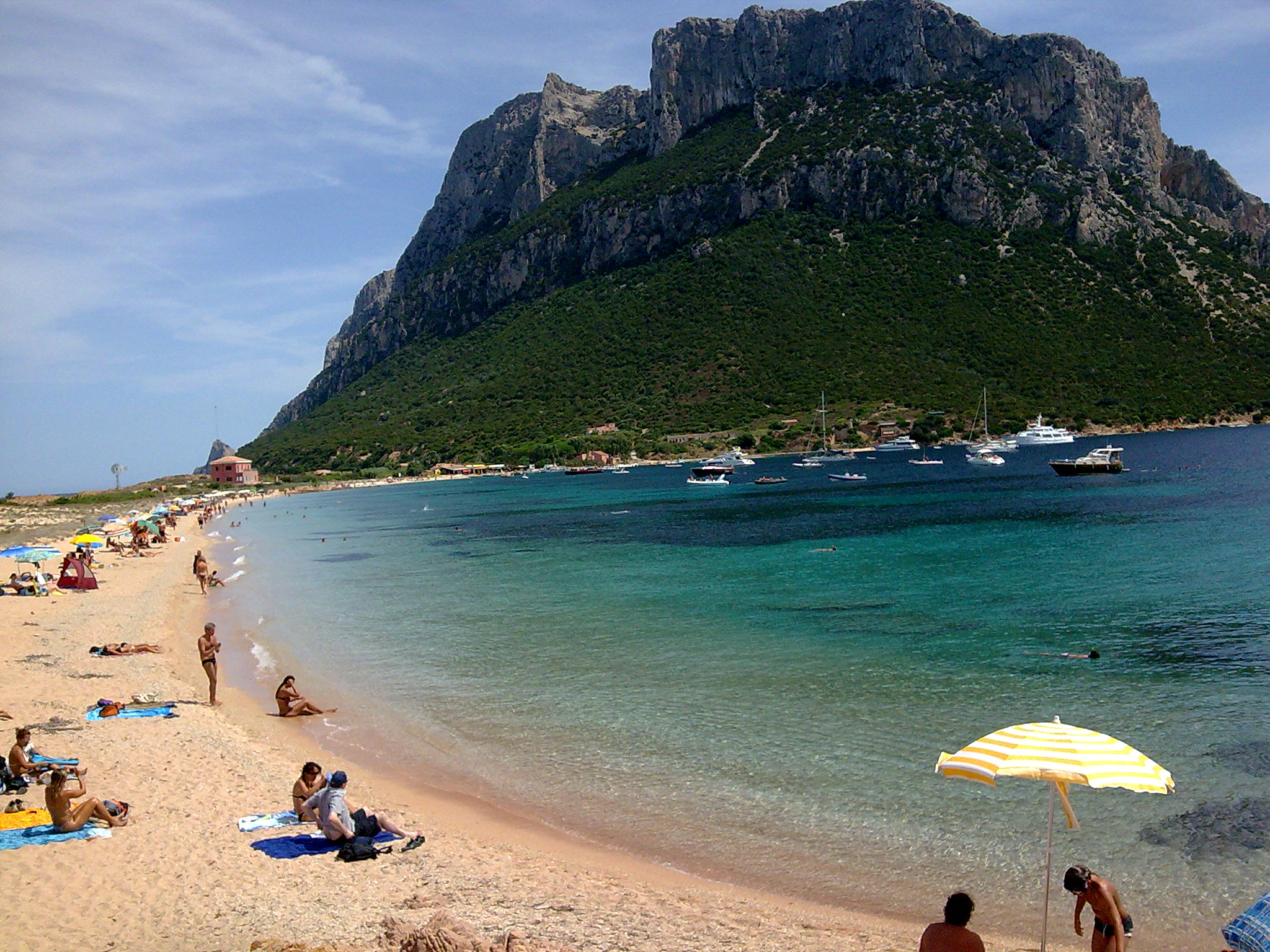
Olbia, spiaggia di Spalmatore di terra a Tavolara

Appartengono al territorio di Olbia le isole:
- isola dei Cavalli,
- isola del Cavallo,
- isola della Bocca,
- isola di Barca Sconcia,
- isola Gabbia,
- isola di Leporeddu,
- isola Manna,
- isola di Mezzo,
- isola di Molara
- isola di Molarotto
- isola di Patron Fiaso,
- isola Piana,
- isola dei Porri,
- isola di Portisco,
- isole di Portolucas,
- isola di Tavolara,
- scogli dei Tre Fratelli,
- scogli di Mezzocammino,
- scogli di Mortorietto,
- scoglio dei Magroni,

e gli stagni: delle Saline, di Cugnana, di Gravile e di Tartanelle.

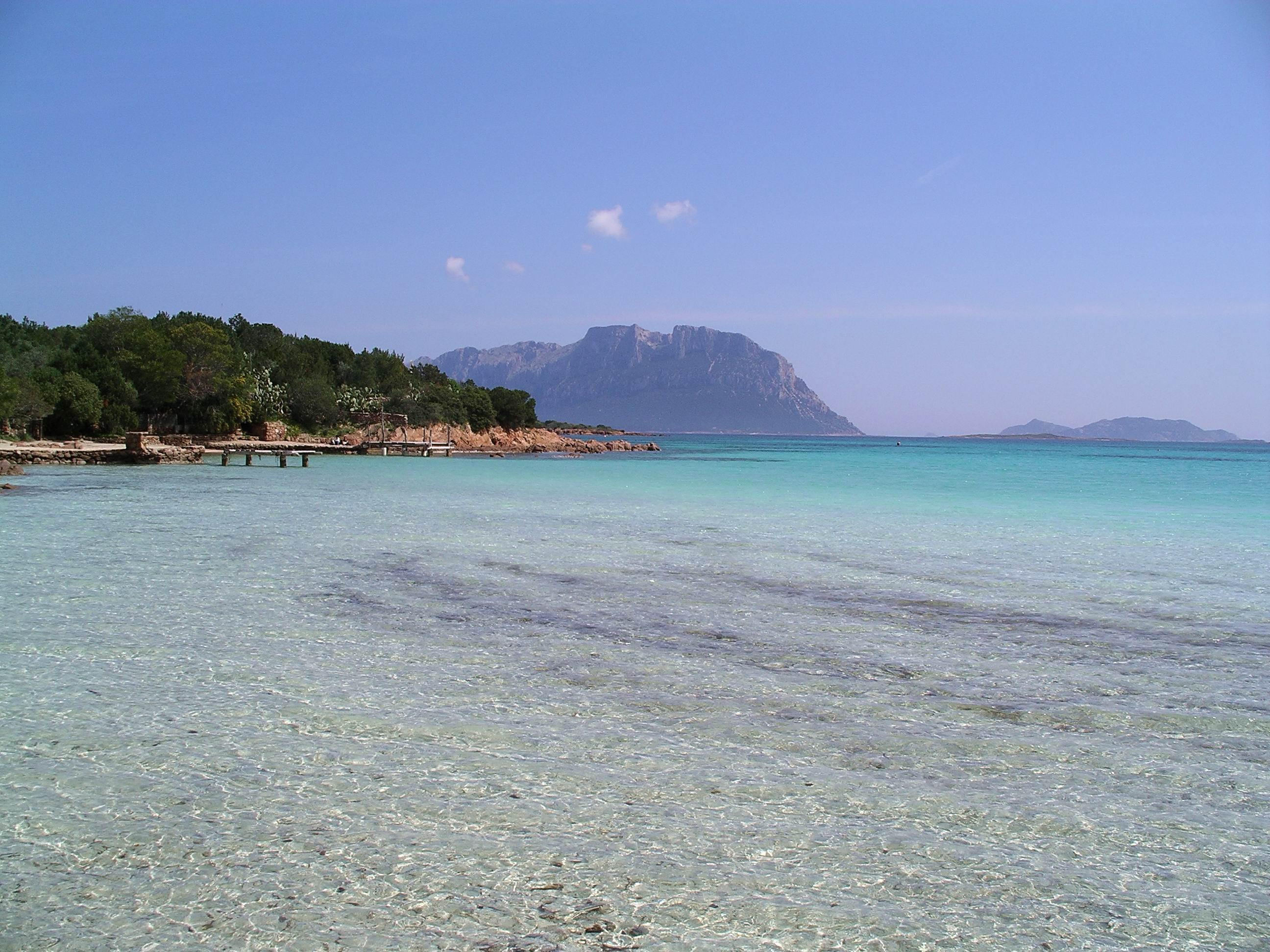
Porto Istana

#### Spiagge principali
A nord di Olbia, tra Porto Rotondo, Cugnana e Portisco si trovano le spiagge di: Cugnana, Rena Bianca, Razza de Juncu (condivisa con Arzachena), Marinella, spiaggia dei Sassi, spiaggia delle Alghe, spiaggia Ira.
Nella frazione di Pittulongu: spiaggia della Playa, lo Squalo, il Pellicano, Mare e Rocce e Bados.
A sud di Olbia si trovano: Lido del Sole, Le Saline, Marina Maria, Bunte, Porto Istana, Li Cuncheddi, capo Ceraso.

## Società

### Evoluzione demografica
Abitanti censiti

In base ai dati del censimento 2001 nel comune di Olbia sono stati rilevati 45 366 abitanti residenti, dei quali 37 694 abitanti (pari all'83%) nella città di Olbia. Le rimanenti località abitate del territorio comunale sono San Pantaleo con 680 abitanti, Berchiddeddu con 500, Pittulongu con 446, Murta Maria con 419, Rudalza con 364, Porto Rotondo con 337, Porto Istana con 150, e Li Cuncheddi con 49 abitanti, mentre la restante popolazione sparsa ammonta a 4 727 unità (di cui 2.627 nell'intorno di Olbia).

### Etnie e minoranze straniere
Al 31 dicembre 2019 la popolazione straniera residente era di 6 484 persone, pari al 10,7% della popolazione totale. Le nazionalità maggiormente rappresentate erano:
1. Romania 2 849
2. Senegal 510
3. Marocco 430
4. Pakistan 361
5. Polonia 284

### Lingue e dialetti

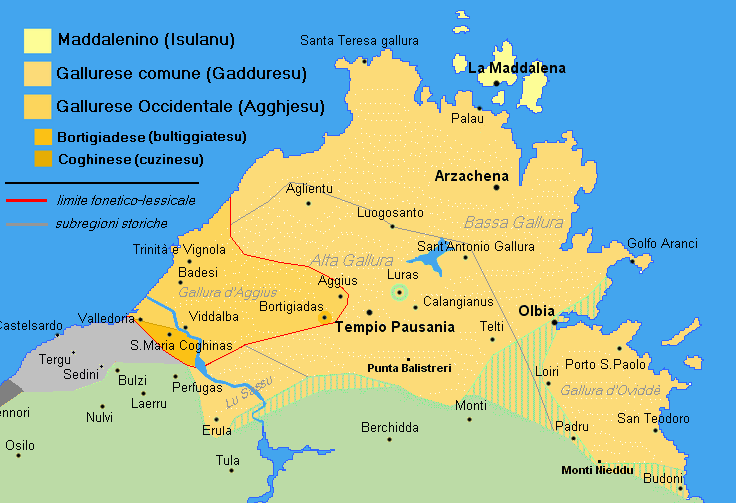
Mappa delle lingue parlate in Gallura

La lingua più parlata in città è l'italiano. Accanto ad esso, la città rappresenta in Gallura una vera e propria isola linguistica sarda (logudorese), seppure con caratteristiche del tutto locali: infatti il logudorese locale, l'olbiese (terranoesu), vanta ad Olbia numerosi parlanti. In particolare, si presenta una continua interazione tra il dialetto logudorese locale e il dialetto gallurese, tanto che, negli anni, vi è stata una forte influenza del lessico gallurese su quello terranovese ("la cuppulata" in gallurese, "su tostoine" in olbiese e logudorese; italiano "la tartaruga". "Su colzu" in olbiese, "lu colciu" in gallurese, "s' iscuru" in logudorese; italiano "poverino" etc). Oltretutto le varie comunità di cittadini provenienti da altre parti della Sardegna, in particolar modo quelle buddusoine e bittesi, mantengono, soprattutto al livello familiare, l'uso del loro dialetto. Secondo recenti stime, il 62% degli abitanti di Olbia parla una variante locale, e tra questi il 44,6% afferma di avere una competenza attiva del sardo, mentre la competenza attiva del gallurese si riduce al 39%. Molte famiglie olbiesi, tuttavia, hanno una competenza attiva sia del dialetto logudorese-olbiese sia del dialetto gallurese: parlano logudorese-terranovese in città, gallurese con gli altri abitati della Gallura.
Nonostante questa notevole ricchezza linguistica, gli abitanti di Olbia (specialmente le nuove generazioni) utilizzano sempre meno la lingua locale, risultando così monolingue italiani. Si è provveduto all'apertura di uno sportello linguistico (Ufitziu de sa Limba Sarda), allo scopo di rafforzare la conoscenza e la diffusione delle parlate locali anche tra le giovani generazioni esplicitamente interessate al recupero della lingua locale, la cui scomparsa sarebbe una sconfitta culturale irrimediabile. Questo tipo di uffici, finanziati dalla legge 482/99 sulla tutela della minoranze linguistiche, rappresentano attualmente un'importante realtà sulla valorizzazione della lingua sarda sia nelle sue varianti locali, sia nella variante sperimentale della "Limba Sarda Comuna" (LSC). Essi mirano ad un uso sempre maggiore della lingua sarda nella vita pubblica, nei mass-media, nella vita familiare, ma soprattutto nella scuola, dove oltretutto in altre zone della Sardegna è già stata avviata anche la sperimentazione dell'insegnamento come lingua veicolare. Riguardo a quale sia la causa dell'uso del logudorese in città, è molto probabile che, trovandosi Olbia durante il XVI e XVII secolo in stato di semi-abbandono a causa delle pestilenze che infestavano le zone costiere, l'isolamento dal resto della Gallura, dove andavano stanziandosi numerosissime famiglie provenienti dalla vicina Corsica, favorì il mantenimento del logudorese, che si è protratto fino ai nostri giorni.

### Istituzioni, enti e associazioni
Le maggiori strutture ospedaliere presenti nell'area sono: 
- Ospedale "Giovanni Paolo II"[22] - Olbia
- Mater Olbia Hospital[23] - Olbia
- Ospedale "San Giovanni di Dio" (vecchio ospedale della città, oggi convertito in poliambulatorio) - Olbia

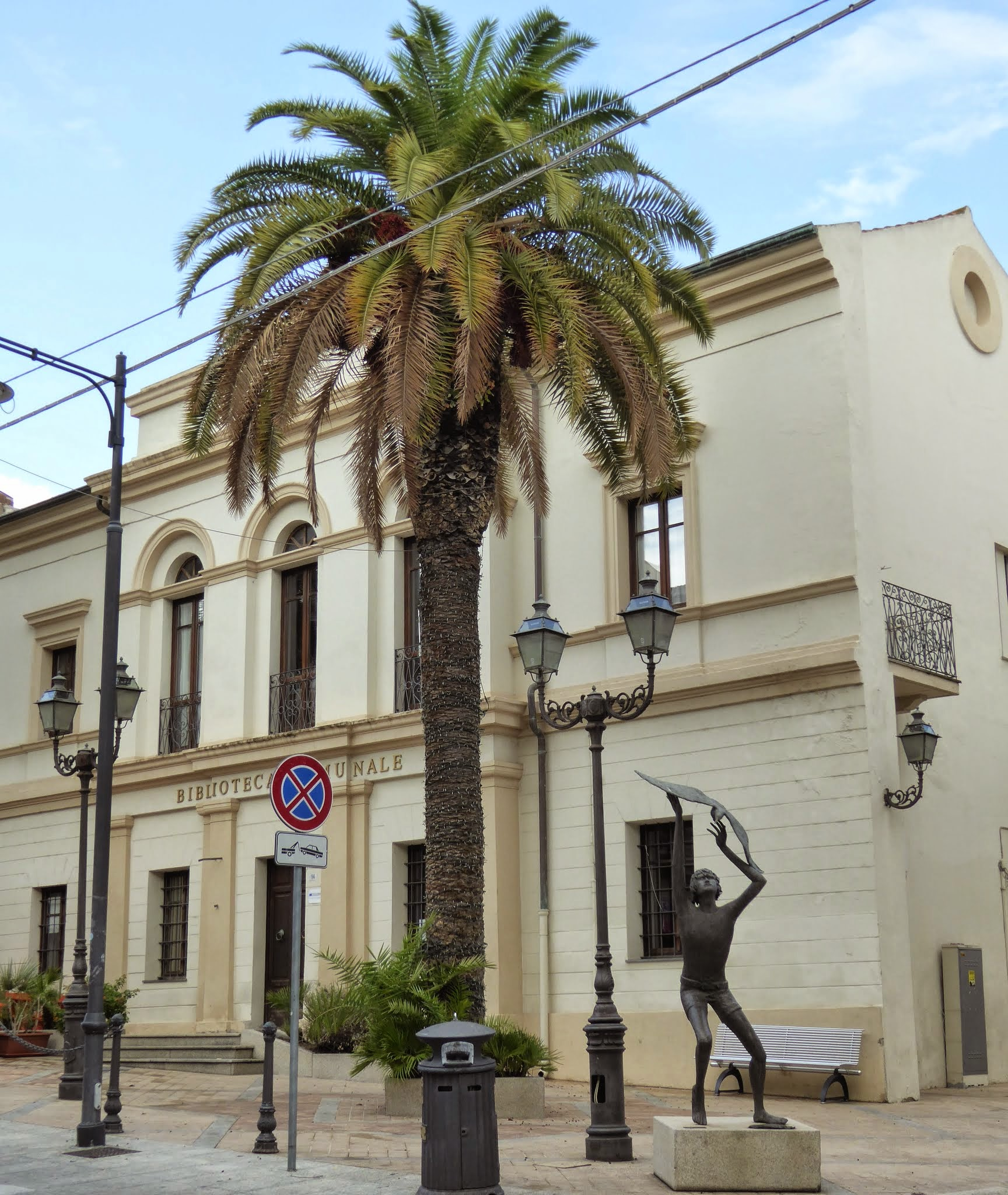
Biblioteca comunale di Olbia

## Cultura

### Istruzione

#### Università
In città dal 2001 è attivo il corso universitario del Dipartimento scienze economiche e aziendali dell'Università degli Studi di Sassari in Economia e management del turismo. Nel 2020 nasce il Polo Universitario di Olbia, UniOlbia.
Dall'anno accademico 2024/2025 saranno attivi i corsi di laurea in Ingegneria Navale (Università degli studi di Cagliari) e in Infermieristica (Università degli studi di Sassari).

#### Musei
- Museo archeologico nazionale di Olbia
- Museo-necropoli sotto la basilica di San Simplicio (necropoli composta da 450 tombe e numerosi corredi funerari risalenti al periodo tra il 750 a.C. e il 1300 d.C., i resti della rampa d'accesso al tempio di età romana dedicato alla dea Cerere che sorgeva nell'area che attualmente è occupata dalla basilica, due pozzi della fase greca della città che hanno restituito numerosi reperti (anfore, vasi per l'acqua e il vino), una fornace per la calce utilizzata per la costruzione dell'attuale Chiesa.

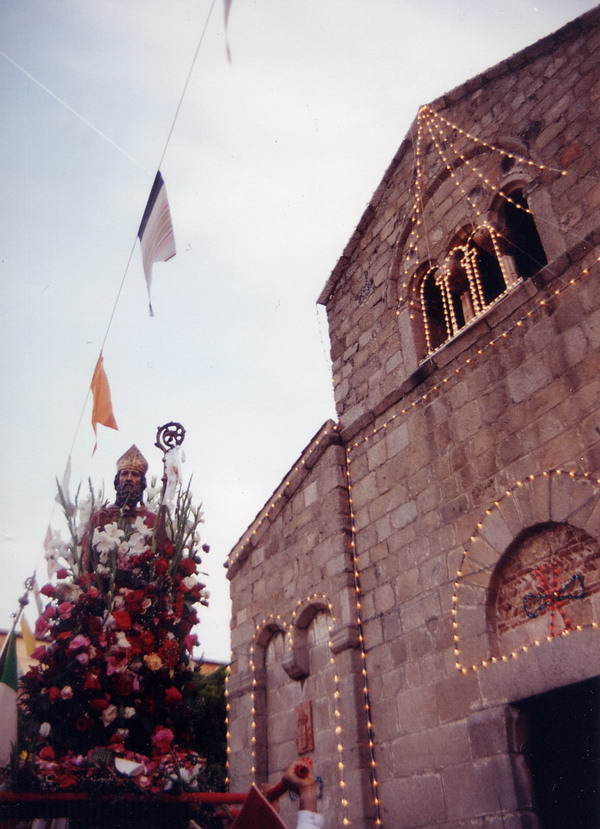
Processione di San Simplicio durante la festa del 15 maggio

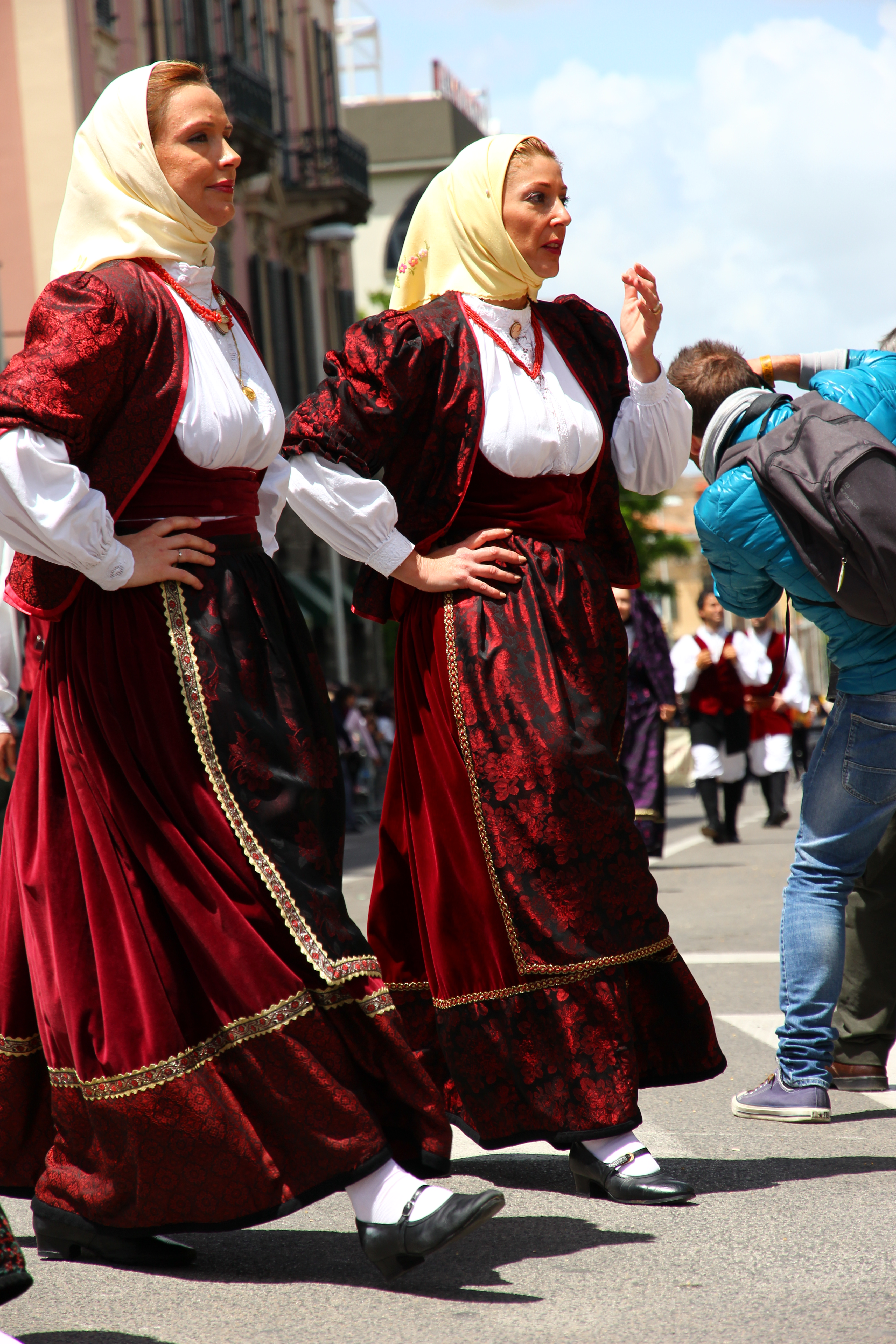
Costume tradizionale femminile di Olbia

### Eventi

#### San Simplicio
La festa del santo patrono di Olbia e della Gallura, San Simplicio, si celebra il 15 maggio, seguendo il tipico programma delle feste paesane. Alle celebrazioni religiose che iniziano nove giorni prima, si affiancano varie iniziative culturali, sportive, e intrattenimenti profani (quali concerti, fuochi d'artificio e giostre). In questa occasione viene anche offerto un assaggio gratuito del principale prodotto tipico: i mitili.

#### San Giovanni e la Madonna del Mare
Un'altra festa facente parte delle tradizioni popolari cittadine è la festa di San Giovanni e della Madonna del Mare, celebrata il 24 giugno. In tale occasione si svolge una suggestiva processione a mare con i due simulacri, e viene gettata una corona di fiori in ricordo dei caduti. Di sera nei vari rioni della città si accendono i tradizionali fuochi di San Giovanni, in cui saltando per tre volte si diventa compari o comari.

## Geografia antropica

### Suddivisioni storiche
I nomi delle principali zone di Olbia:
- San Simplicio;
- San Nicola; Sa Minda Manna
- Zona Bandinu;
- Ospedale;
- Sa Minda Noa;
- Poltu Cuadu;
- Gregorio;
- Centro Storico;
- Biddanoa;

- Putzolu;
- Santa Mariedda;
- Maltana;
- Le Saline;
- Osseddu;
- Santa Lucia;
- Pinnacula;
- Santu Paulu;
- Pinnàcula;

- Zona Baratta;
- Sacra Famiglia;
- Sa Marinedda;
- Isticadeddu;
- Tilibbas;
- Tannaule (Nuovo ospedale);
- Olbia 2;
- Sa Rughe;
- Teggia 'e Sàmbene;

### Frazioni

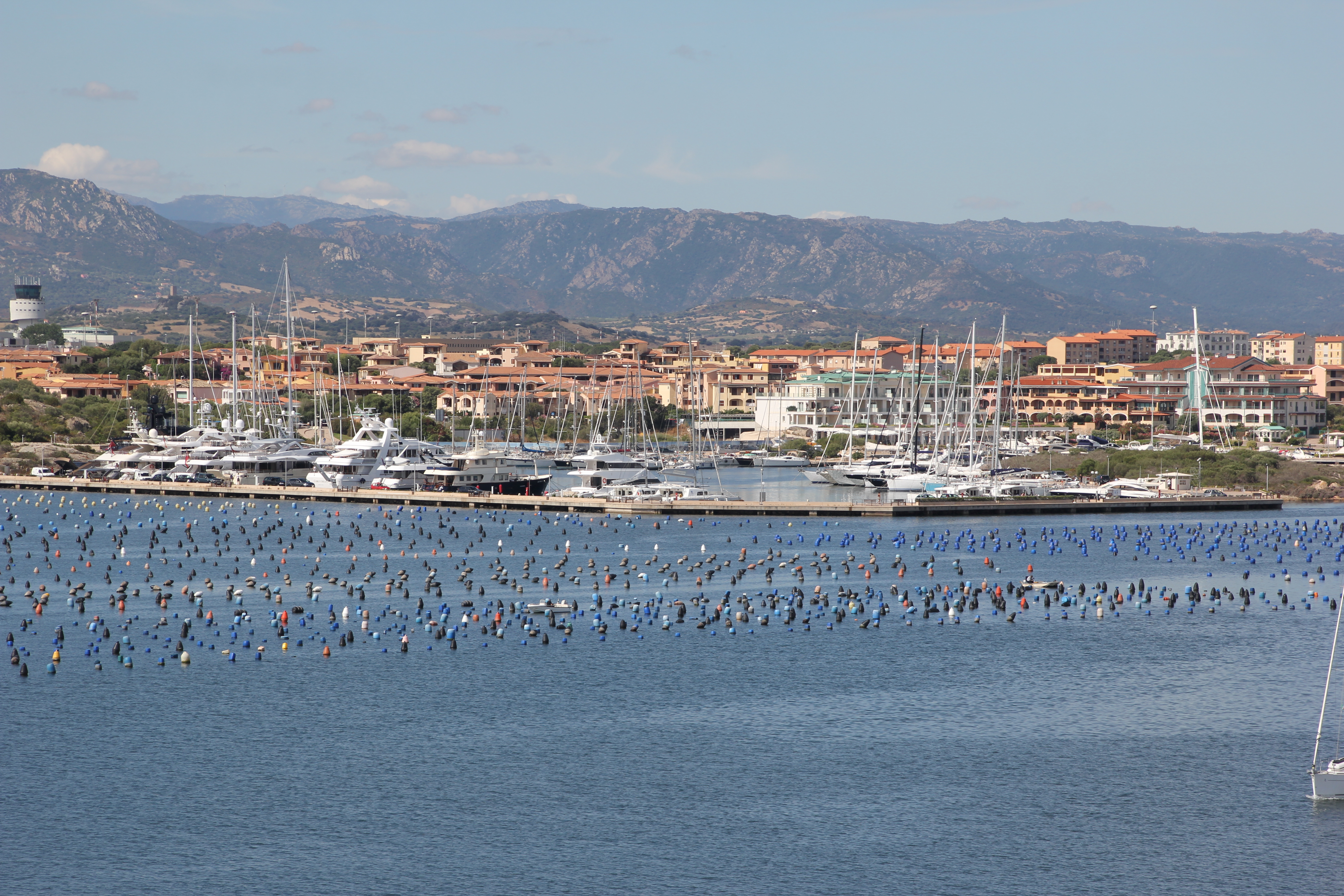
Poltu Cuadu

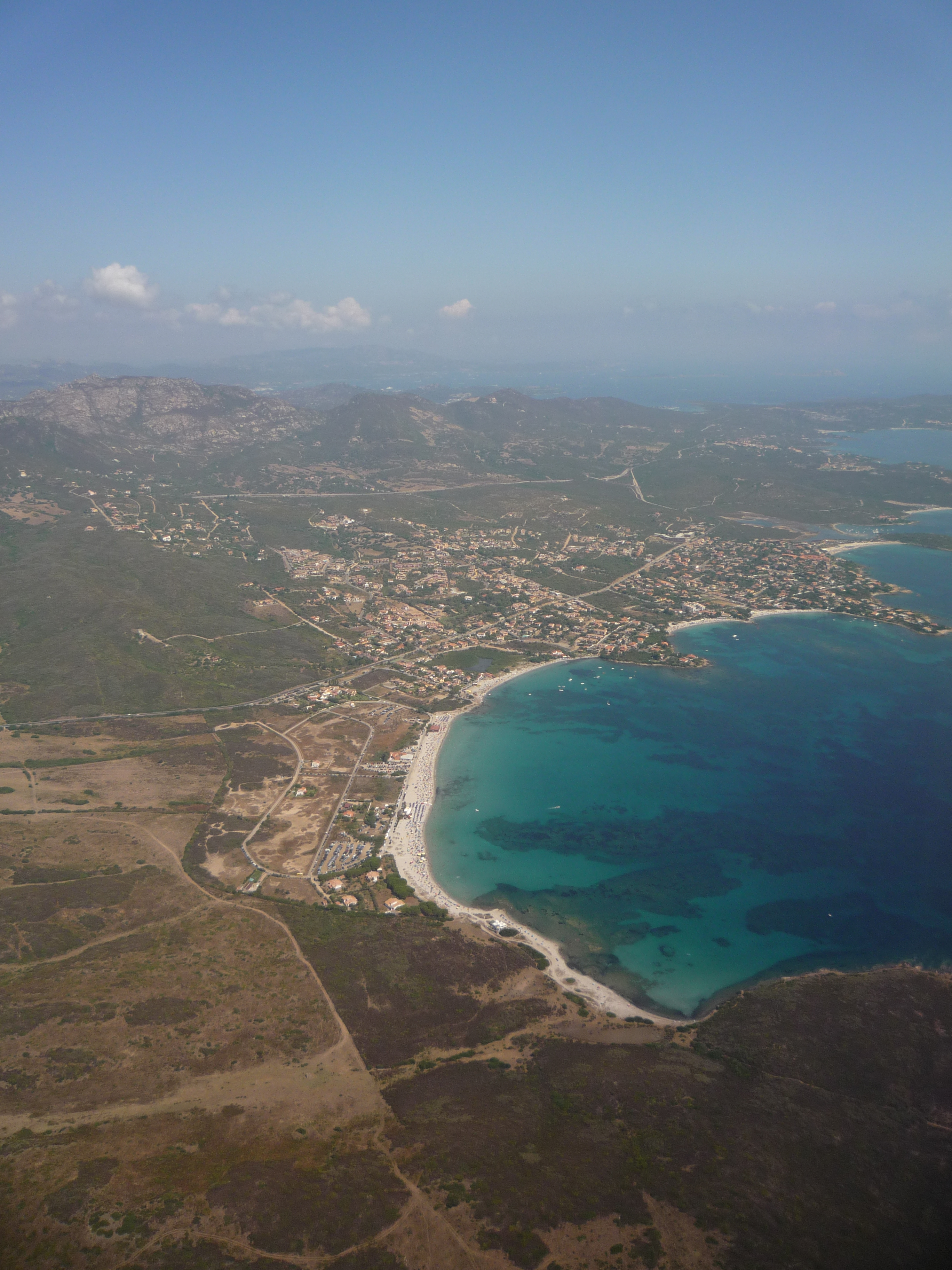
La frazione di Pittulongu

- Rudalza è un piccolo centro abitato di circa 700 abitanti situato nella costa Nord-orientale della Sardegna.

Frazione del comune di Olbia sotto il nome di Rudalza-Porto Rotondo. Si estende tra la parte occidentale del golfo di Cugnana e il golfo di Marinella. Punto di passaggio lungo la via per il centro turistico di Porto Rotondo, il luogo è caratterizzato dalla mancanza di un vero e proprio centro, ma è dotato di scuole elementari, una chiesa, un supermercato, un'edicola, un distributore di benzina e diversi bar e ristoranti.
Rudalza è raggiungibile anche con la ferrovia Cagliari – Golfo Aranci. Il piccolo centro gode di una posizione vicino al mare, in campagna, a 3 km dalla località turistica di Porto Rotondo, a 9 dalla città di Olbia e altrettanti dal paese di Golfo Aranci.
- La frazione di Pittulongu, con 1.092 residenti (al 31 dicembre 2010), dista circa 10 chilometri dal capoluogo gallurese e si estende per circa 4 chilometri lungo la costa verso il territorio di Golfo Aranci. La Parrocchia Santa Maria del Mare, della Forania di San Simplicio, si trova a Pittulongu, in località Mare e Rocce, e comprende un territorio di 2 790 abitanti. Le sue spiagge di sabbia bianca finissima sono la Playa, lo Squalo, il Pellicano, Mare e Rocce e Bados. Importante centro turistico e naturale[24], è oggetto di investimento del comune per il suo sviluppo[25]. Nei pressi si trova il Pozzo Sacro di Sa Testa.

Altre frazioni di Olbia sono San Pantaleo, Berchiddeddu (quest'ultima isola amministrativa), Murta Maria, tutte di notevole interesse e sviluppo turistico. Appartengono anche al comune di Olbia l'isola di Tavolara e l'isola di Molara.

## Economia

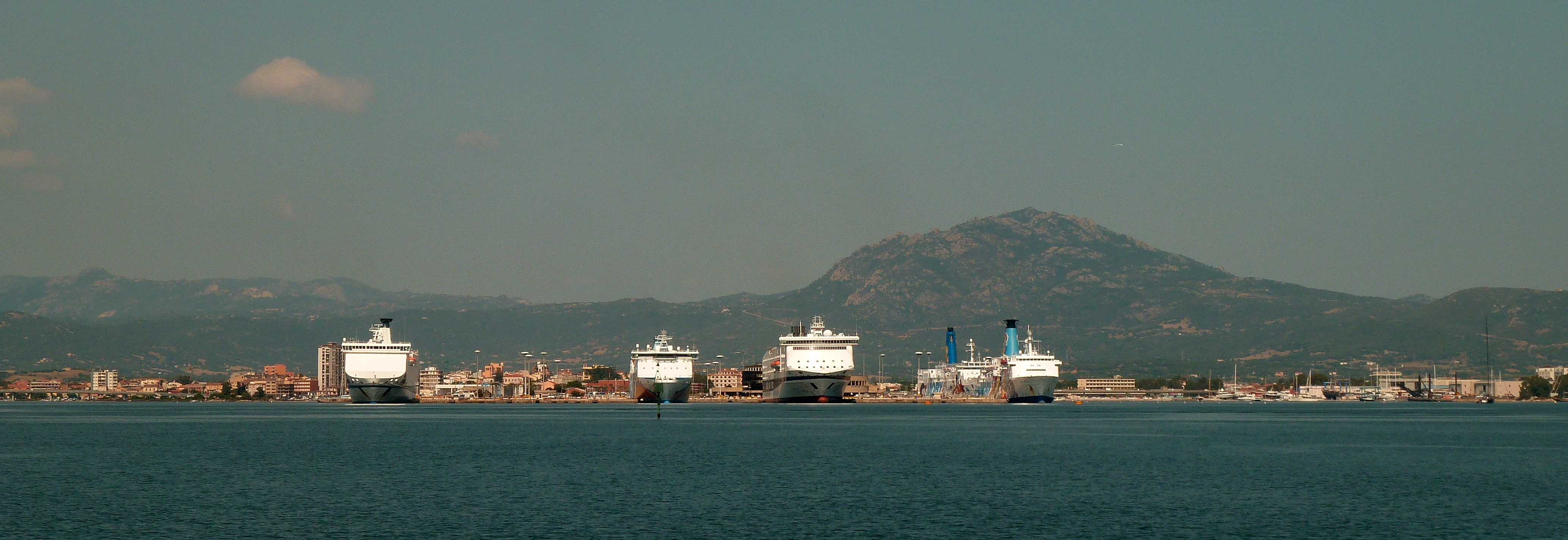
Vista su Olbia e il suo porto

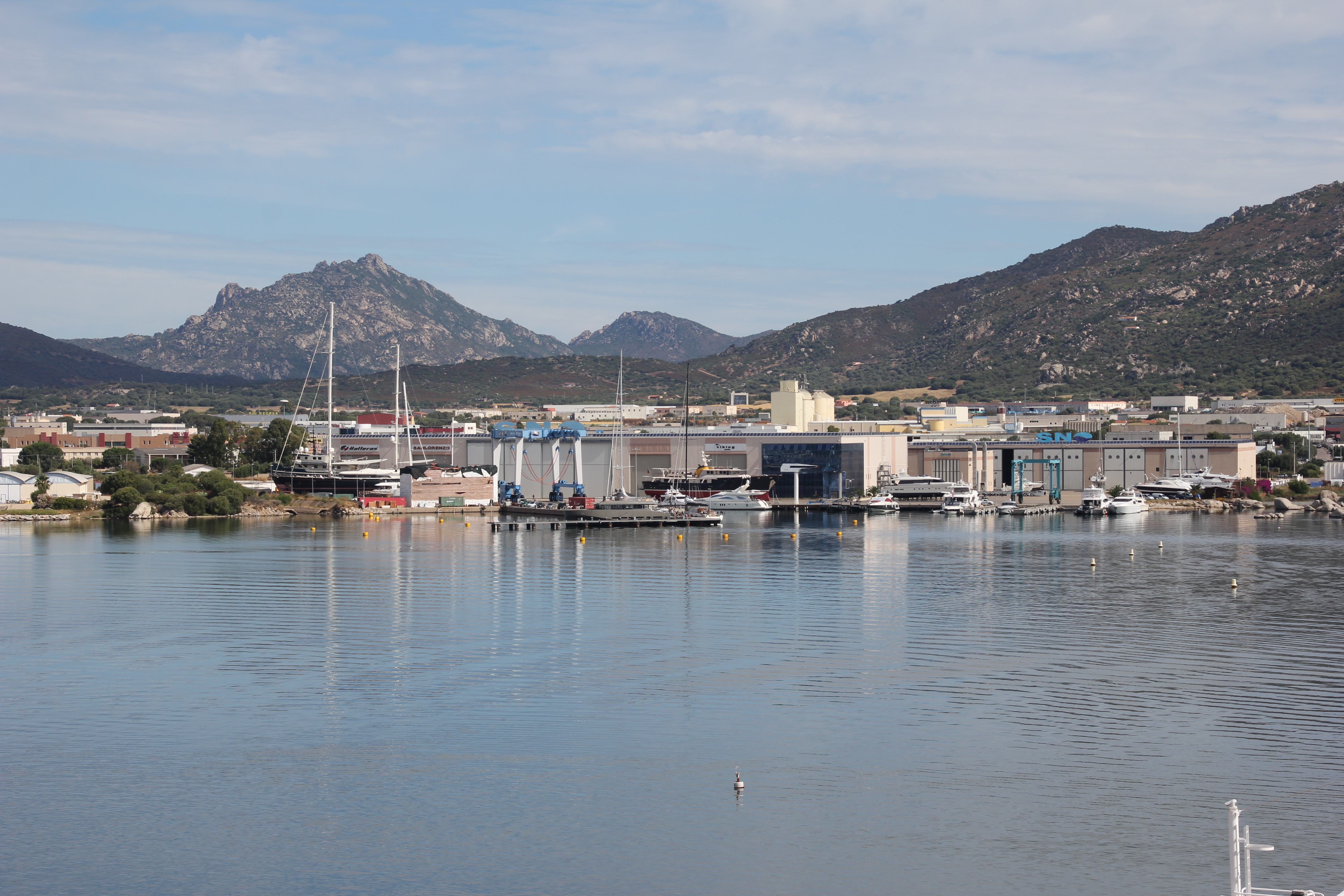
Zona industriale

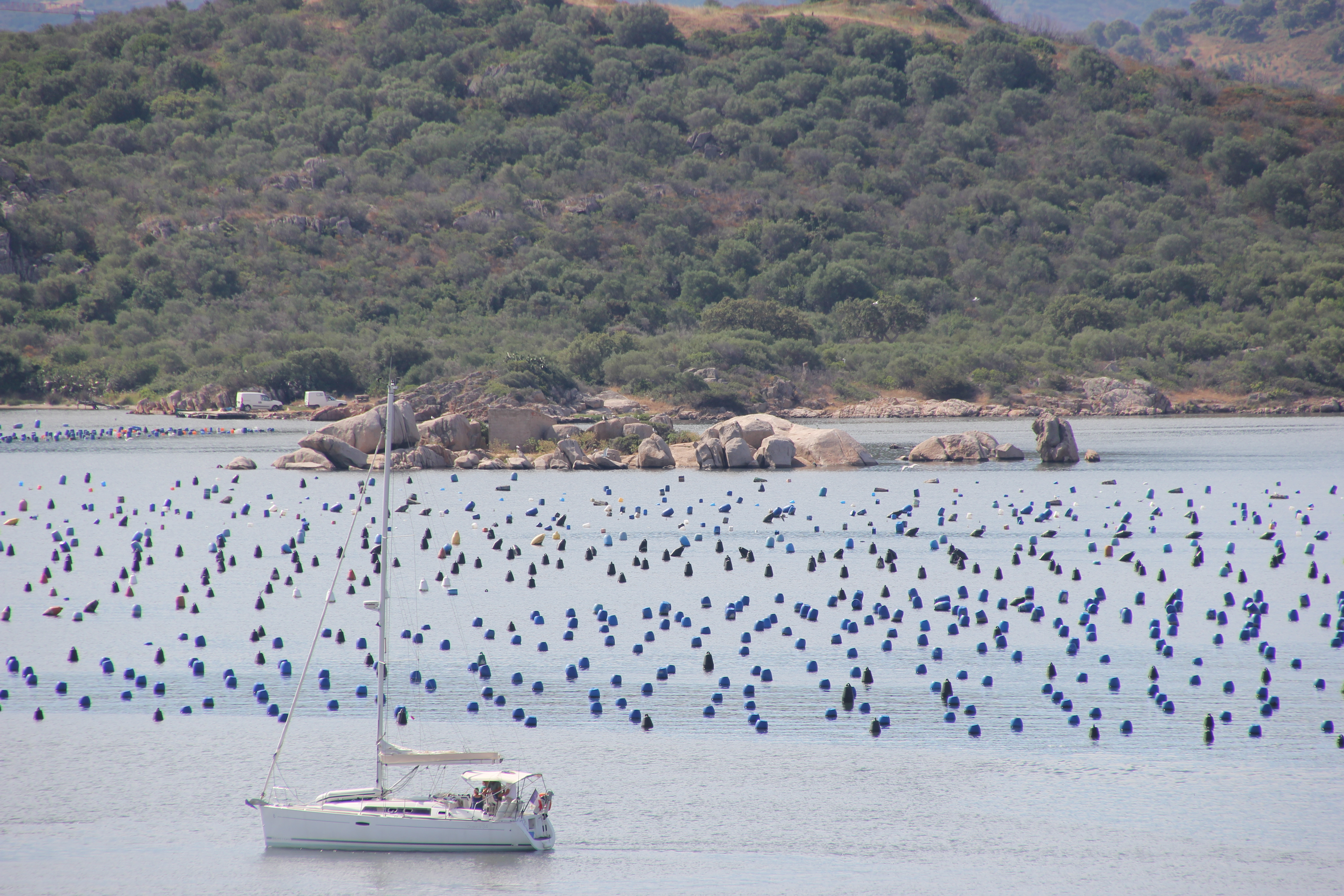
Allevamenti di cozze

Oggi Olbia è il principale centro economico della Gallura e del nord-est della Sardegna, le attività principali includono l'allevamento di mitili, l'industria alimentare (A's Do Mar, anche se precedentemente si produceva tonno in scatola a marchio Palmera, rilevato dal Bolton Group e ora prodotto a Cermenate), l'estrazione e lavorazione del granito e il commercio (centri commerciali Auchan, Terranova e Gallura); da rilevare anche una notevole attività cantieristica navale, a supporto soprattutto di natanti da diporto di medio-grandi dimensioni.
La sua vicinanza alla Costa Smeralda, zona turistica conosciuta in tutto il mondo da cui dista meno di 30 km, ne fa il suo principale centro di servizi. Negli ultimi anni si è verificato un sostanziale incremento dell'offerta alberghiera, con la ristrutturazione, l'ampliamento o la creazione ex-novo di strutture alberghiere di media grandezza, alcune delle quali affiliate ad importanti catene alberghiere internazionali ITI (a capitale sardo, con hotel e resort in tutto il mondo), Hilton (con il marchio Doubletree) e Mercure.

### Turismo
Ricca di insediamenti turistici molto conosciuti, è dotata di infrastrutture che ne fanno un polo turistico molto importante per l'intera Isola. Olbia è un motore economico della provincia e uno dei più importanti della regione. I principali porti turistici nel comune di Olbia sono: Olbia, Porto Rotondo, Portisco, Poltu Cuadu, Marina di Olbia.

## Infrastrutture e trasporti

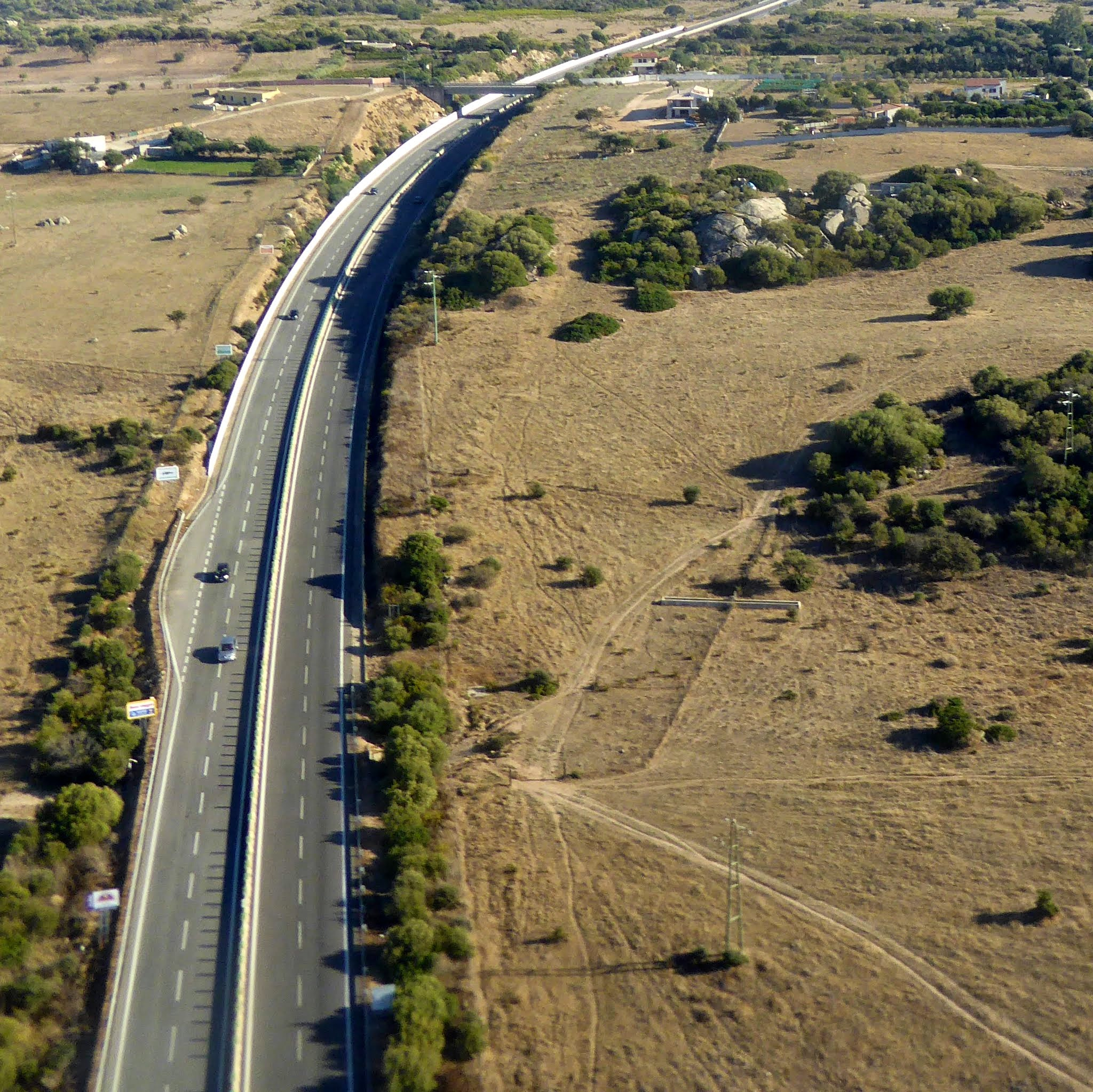
Strada statale 131 DCN

### Strade
Olbia è collegata al resto dell'Isola da alcune importanti strade statali:
- Strada statale 729 Sassari-Olbia
- Strada statale 127 Settentrionale Sarda
- Strada statale 125 Orientale Sarda
- Strada statale 131 Diramazione Centrale Nuorese

La strada Statale 131 dcn (due corsie per senso di marcia) la collega a Nuoro e a Cagliari via Abbasanta, la Strada statale 729 E840 (in fase di realizzazione a due corsie per senso di marcia) la collega a Sassari. I collegamenti per Tempio Pausania (SS127) e Palau passando per Arzachena (SS125 Orientale Sarda), tutti a una sola corsia per senso di marcia, collegano la città con il resto della Gallura e del nord Sardegna.

### Ferrovie

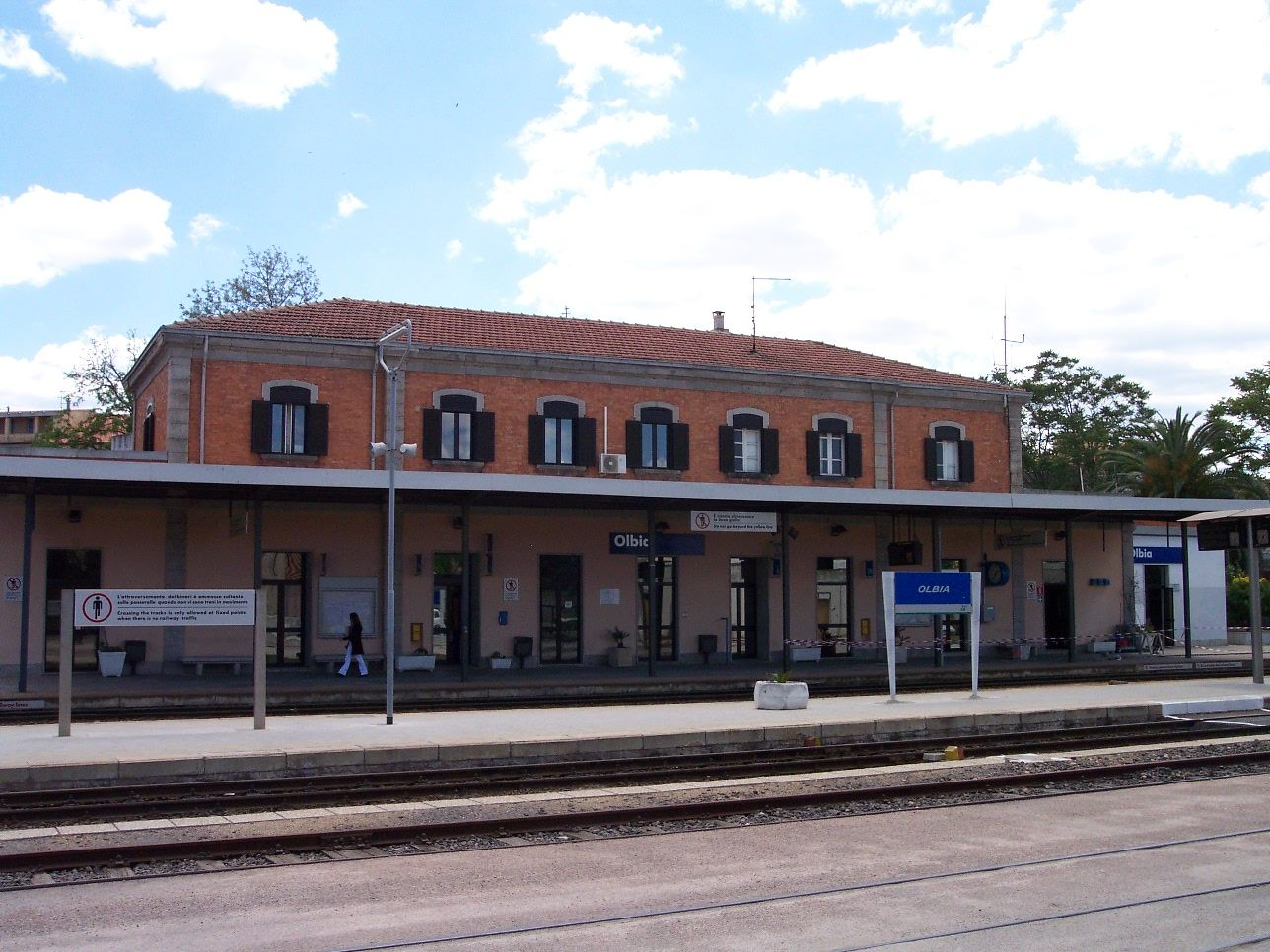
Stazione di Olbia

La città è servita dalle stazioni di Olbia e Olbia Terranova, poste sulla Ferrovia Cagliari-Golfo Aranci Marittima.

### Porti

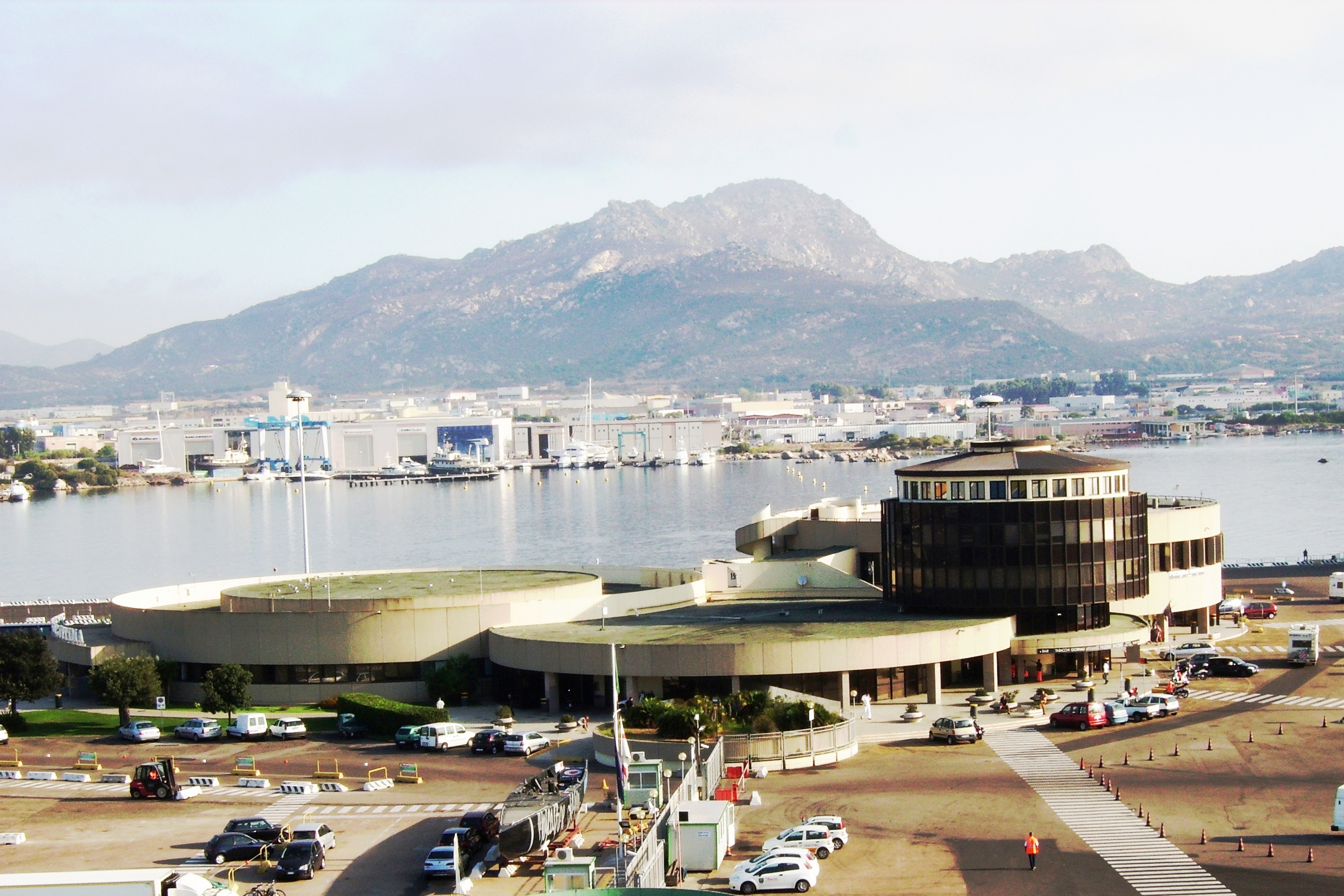
Stazione marittima nel porto Isola Bianca

Il porto Isola Bianca assicura i collegamenti quotidiani con la Penisola ed è il primo porto italiano per traffico passeggeri (escludendo porti con tratte a breve raggio). Grazie alla sua posizione geografica che ne fa uno dei punti più vicini alla Penisola, costituisce il principale punto di collegamento con il continente italiano dal quale dista meno di 300 km. Il porto è collegato alla rete viaria extraurbana con un tunnel e strade sopraelevate. L'autorità portuale comprende anche lo scalo di Golfo Aranci e Porto Torres.

### Aeroporti

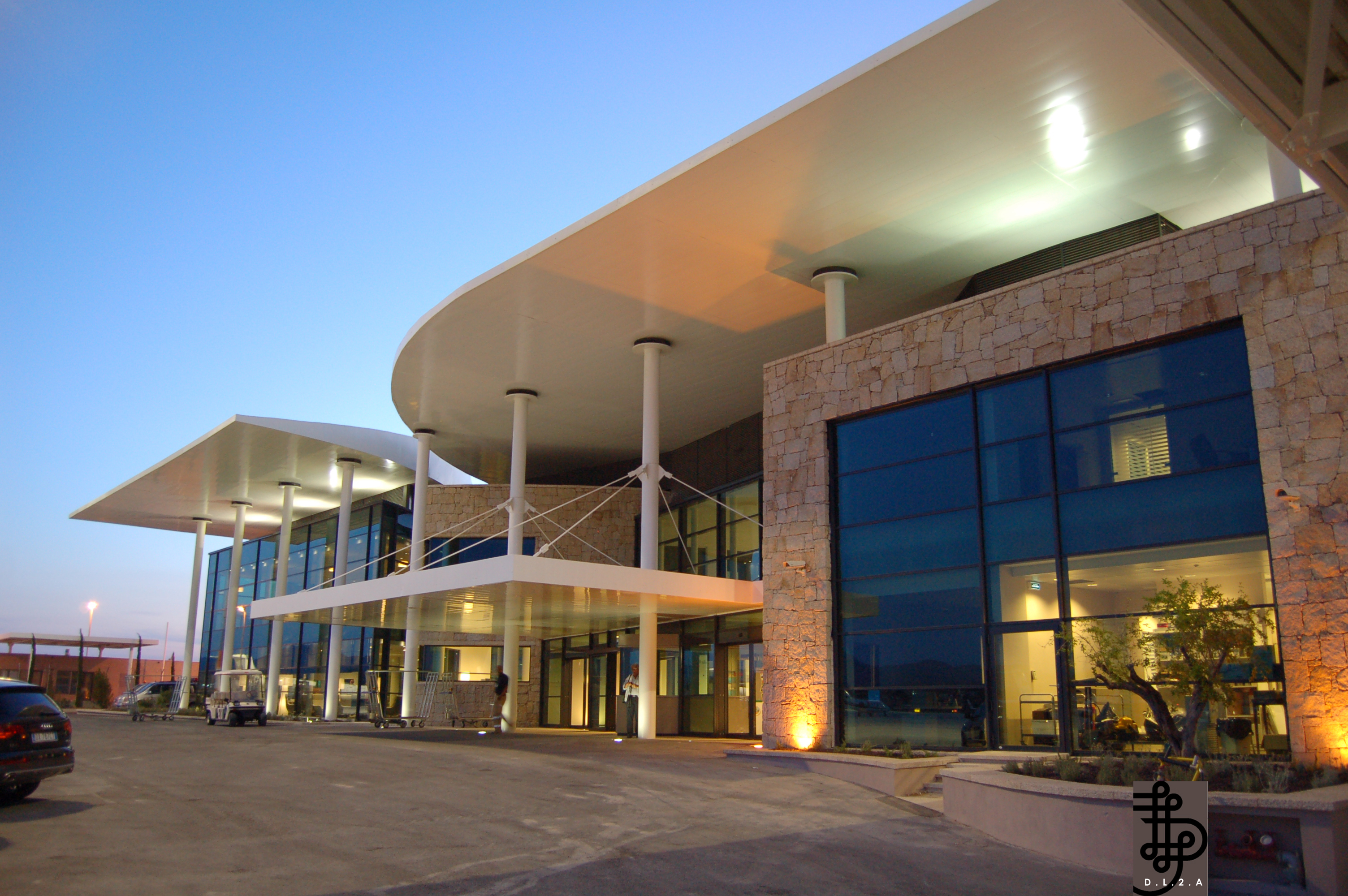
Terminal DL2A dell'aeroporto di Olbia.

Ha sede nel comune l'aeroporto di Olbia-Costa Smeralda, inaugurato nel 1974. Ampliato e ammodernato nel 2004.
Fino alla fine degli anni sessanta l'infrastruttura aeroportuale a servizio della città era l'aeroporto di Olbia-Venafiorita.

### Mobilità urbana
Il trasporto pubblico cittadino e i collegamenti con le frazioni sono assicurati dall'ASPO (azienda dei servizi pubblici di Olbia), mentre i collegamenti automobilistici con gli altri centri del territorio sono effettuati dall'ARST (azienda regionale sarda trasporti). Altri operatori privati operano con linee in concessione.

## Sport

La formazione calcistica dell' nella stagione 1985-1986

La squadra di calcio più antica della città è l'Olbia Calcio 1905, che attualmente milita in Serie D, e che ha militato al più in Serie C.

Relativamente alla pallacanestro, sono presenti la Santa Croce Basket Olbia, che ha militato, in passato, in serie B1 e B2.

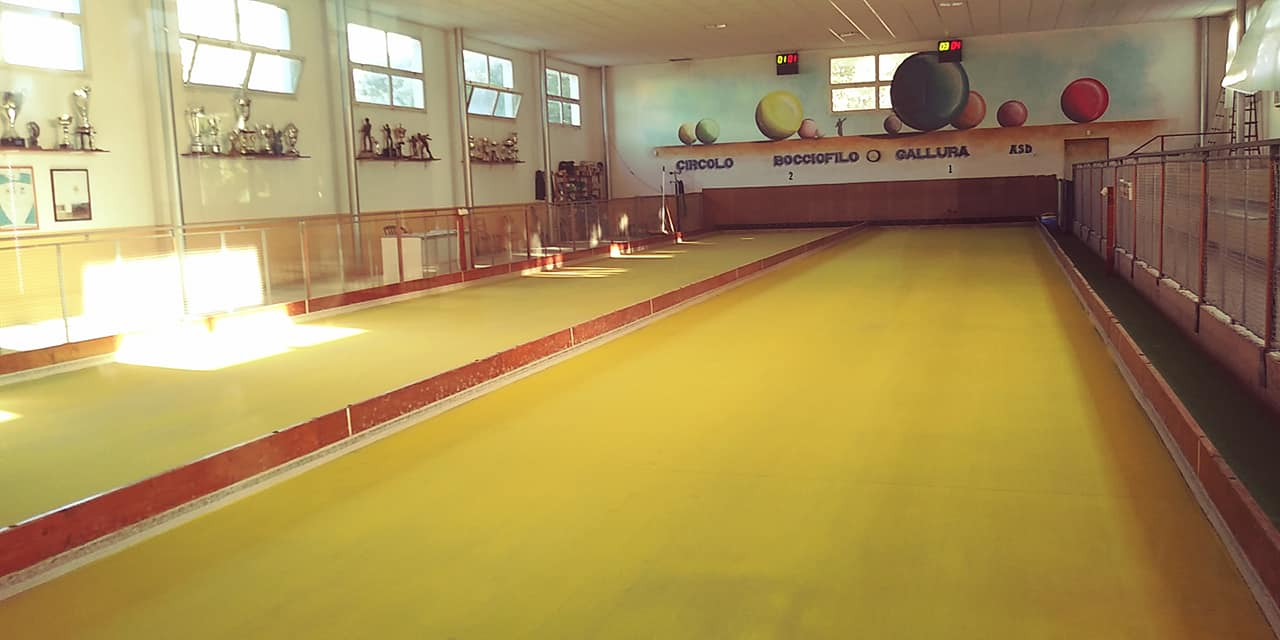
Circolo Bocciofilo Gallura Olbia. Vista interna campi da gioco

Nelle bocce, è attiva l'ASD Circolo Bocciofilo Gallura di Olbia, fondata nel 1978 e aderente alla FIB.
Nel ciclismo, è presente la Società Ciclistica Terranova, che vanta svariate vittorie a livello regionale. Il Gruppo Sportivo Fancello Cicli Terranova ha conquistato nella Categoria Master il Campionato del Mondo 2006 con Nico Mu e il Campionato Italiano della Montagna 2006 con Alessandro Fancello.
Nella pallavolo, sono presenti la Pallavolo Hermaea, militante in serie A2 femminile, e la Pallavolo Olbia, militante in serie C maschile ed in serie C femminile.
La squadra del Circolo Scacchi di Olbia milita attualmente (2021) in serie A2. Tra i giocatori di punta, vi è Giampaolo Buchicchio, due volte campione italiano under 20 (2002 e 2004) e maestro FIDE. Il circolo Scacchi Olbia, ha visto la squadra arrivare a giocare, prima tra le sarde, nella serie A1 del Campionato Nazionale a Squadre nel 2005.
Nel tennis, nel 2005 il Geovillage Tennis Team ha vinto lo scudetto di Serie A.

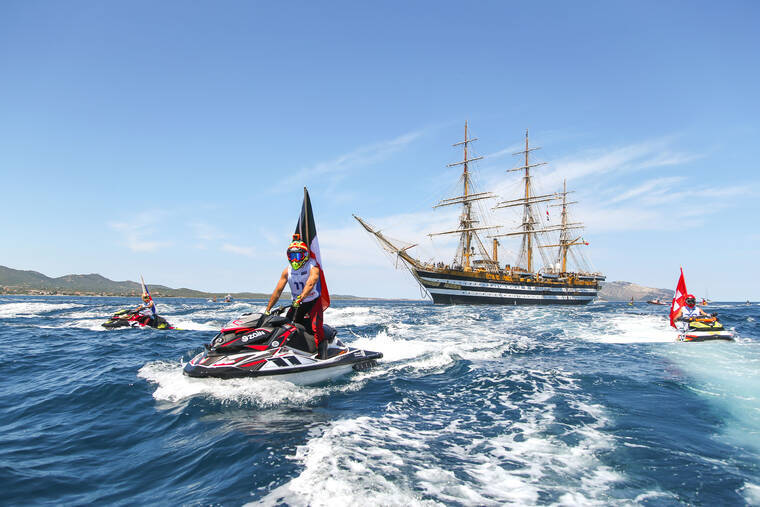
I piloti del mondiale di aquabike danno il benvenuto al Veliero Amerigo Vespucci a Olbia, 2019

### Eventi sportivi
Dal 2018 si svolge ogni anno ad Olbia il mondiale di aquabike.

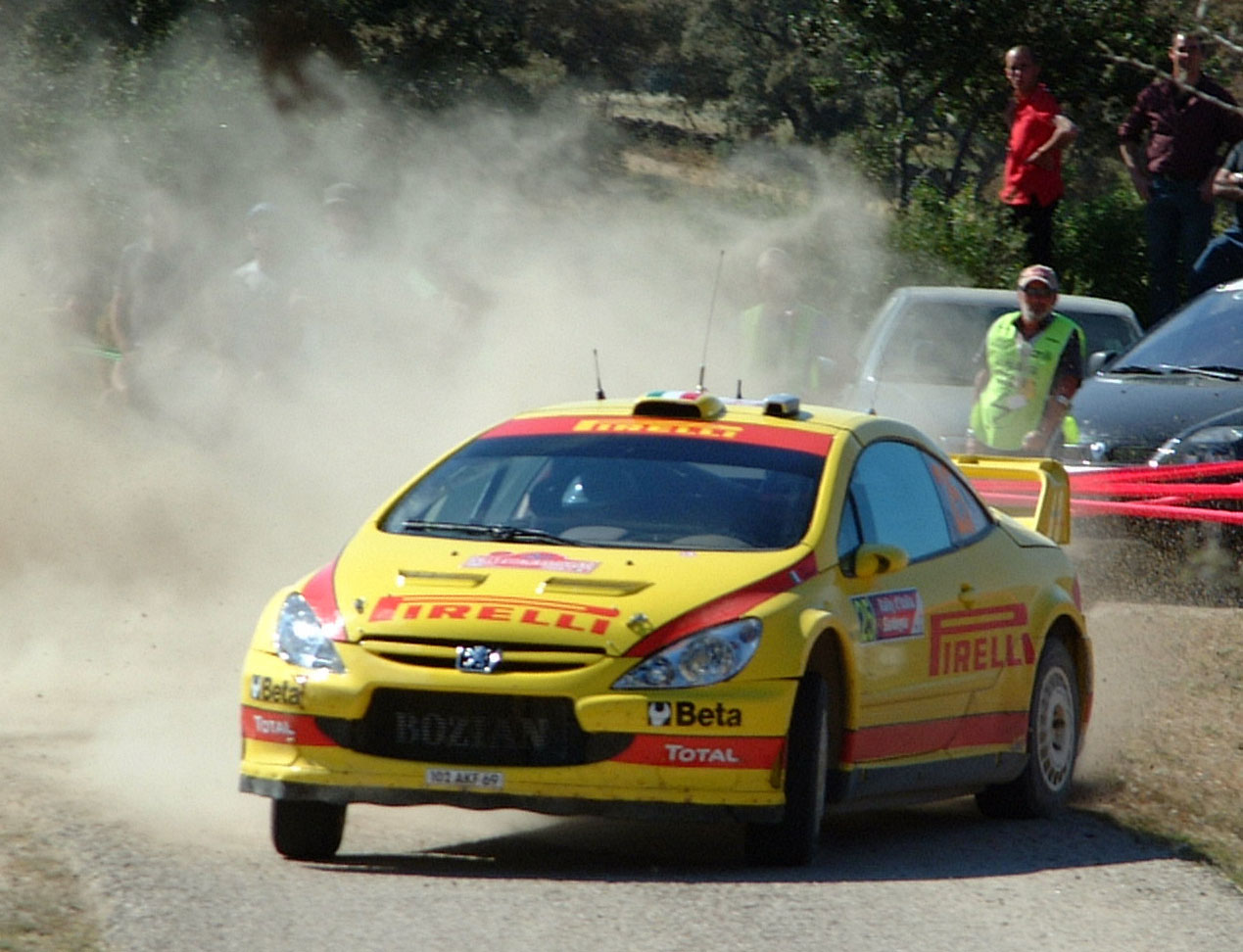
Rally di Sardegna 2006

La spiaggia di Multa Maria ospita da anni il windsurf, la spiaggia Le Saline ospita, oltre al windsurf, il kitesurf.
Per la prima volta nella storia della Federazione Italiana Taekwondo, la Sardegna ha ospitato un Campionato Italiano Cadetti nella città di Olbia nell'edizione del 2016.
Dal 2004 al 2013 ha ospitato il quartier generale del Rally di Sardegna, prova valida per il campionato del mondo rally, mentre in seguito iniziò un'alternanza con Alghero. Dal 1978 negli sterrati intorno alla città si corre il Rally Costa Smeralda. Sempre nell’hinterland cittadino si corre il Rally Città di Olbia.
Il 2 maggio 2007 ha ospitato la partenza della prima tappa del Mondiale di cross-country, con partenza dalla piazza Crispi.
Il 13 luglio 2009 ha ospitato il Gran Premio di Sardegna di Supermotard, quarta prova del Campionato del Mondo Supermoto S1, disputatosi al Porto industriale.

Dal 30 settembre 2013 al 5 ottobre 2013 ha ospitato la 100ª edizione del ISDE, International Six Days of Enduro.

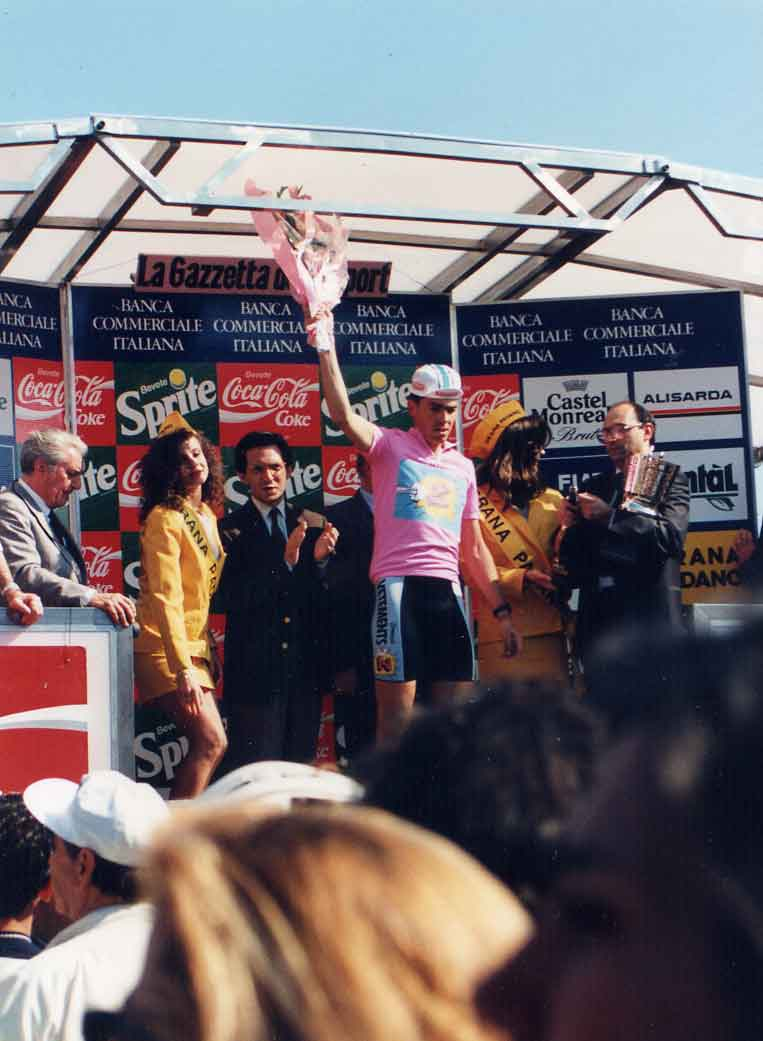
Philippe Casado vince la tappa di Olbia del Giro d'Italia 1991.

Nel 1992 si è disputato il campionato italiano di ciclismo con la vittoria di Marco Giovannetti.
Nel 2005 la palestra del Maestro Mario Rama ha riportato il primo posto, categoria principianti, ed il secondo ed il terzo categoria esperti nel Campionato italiano di difesa personale svoltosi nella città di Alessandria.
Il 21 luglio 2007 allo stadio Angelo Caocci si è svolto, per la prima volta in città, il 21º meeting di Atletica Leggera Terra Sarda.
Dal 30 settembre al 7 ottobre 2017, Olbia ha ospitato il 9º Campionato Mondiale Veterani di Judo & Kata.
Fra il 6 e il 10 ottobre 2021, presso il Geopalace di Olbia, si è svolta la 24ª edizione dei Campionati Mondiali Juniores di Judo.
Olbia è stata sede della cosiddetta "Grande Partenza" del Giro d'Italia nell'edizione del 1991, con il via ufficiale della corsa dato il 26 maggio dalla Strada Provinciale per Golfo Aranci, per effettuare un circuito cittadino che ebbe la vittoria del francese Philippe Casado. In totale, la città è stata sede di tappa della "Corsa Rosa" in cinque occasioni (tre partenze e due arrivi).

### Impianti sportivi
- Stadio Bruno Nespoli[40]
- Stadio Angelo Caocci